# SV Mattersburg

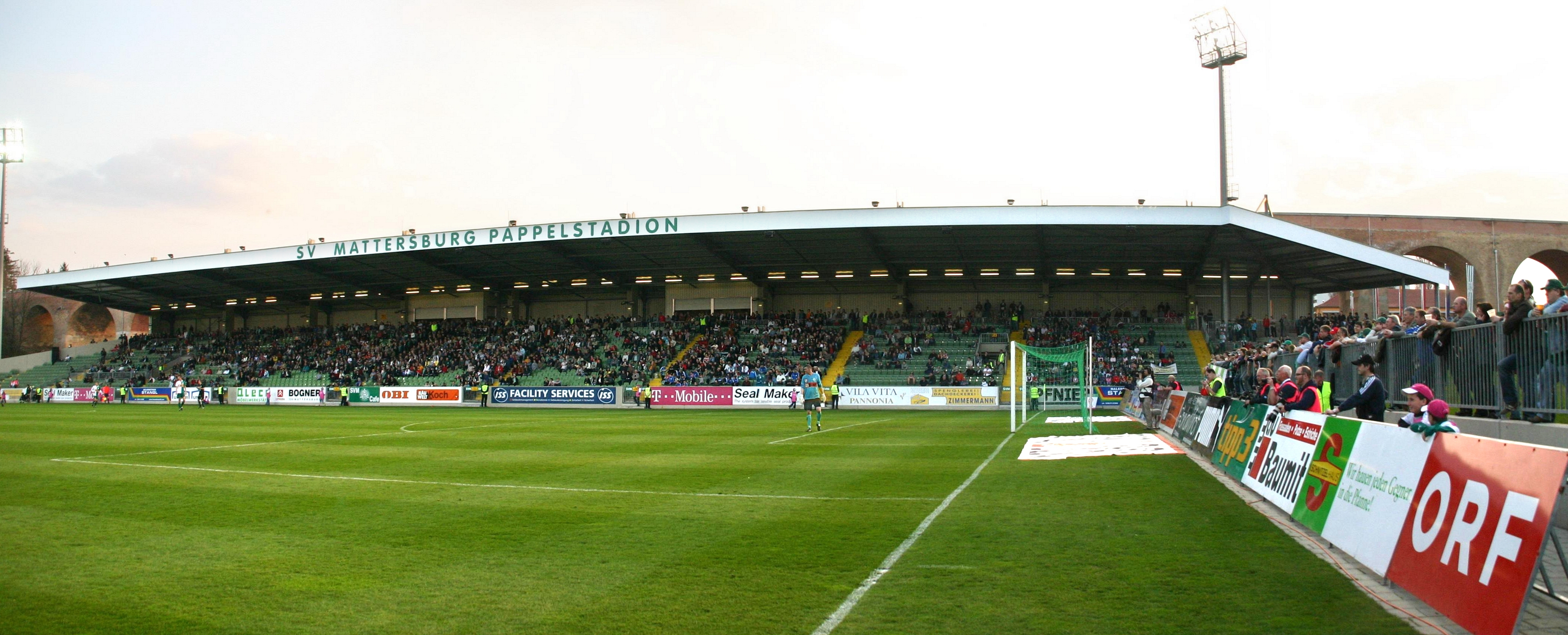
Das Pappelstadion der SV Mattersburg

Die Sportvereinigung Mattersburg, kurz SV Mattersburg, war ein Fußballverein aus der burgenländischen Stadt Mattersburg. Der 1922 gegründete Verein spielte von 2003 bis 2020 – mit einer zweijährigen Unterbrechung von 2013 bis 2015 – in der höchsten Liga Österreichs. Die Heimspiele der „SVM“ wurden seit 1952 im Pappelstadion ausgetragen, die Vereinsfarben waren Grün-Weiß. Der Verein war auch einer von vier Gesellschaftern der Fußballakademie Burgenland. Die Fußballabteilung war in die  SVM Profisport GmbH ausgegliedert, deren einziger Gesellschafter der Verein war. Im August 2020 wurde der Spielbetrieb eingestellt.

## Geschichte

### Anfangsjahre und Aufstieg in die B-Liga
Der Fußballsport kam über Studenten erstmals 1912 nach Mattersburg, die hier in ihrer Freizeit Spiele austrugen. Den entscheidenden Ausgangspunkt zur Gründung eines eigenen Vereins gab die Familie Sieber, die 1919 von Wien nach Mattersburg zog. Deren Söhne spielten in Wien bereits in Vereinen Fußball, besonders hervorzuheben ist dabei Matthias Sieber, der als Verteidiger für den SpC Rudolfshügel in der österreichischen Liga aufgelaufen war. So wurde am 10. Juni 1922 die Sportvereinigung Mattersburg ins Leben gerufen, die Vereinsfarben wurden mit Grün-Weiß festgelegt. Bereits im Herbst startete der Klub gemeinsam mit ASV Neufeld und SC Sauerbrunn in die burgenländische Landesmeisterschaft. Der Klub hatte damals zwar noch keine Chance auf den Titel, stieg aber bald zu den stärksten burgenländischen Klubs auf. Gegen den ASV Neufeld hatte man allerdings stets das Nachsehen, auch da aus diversen Gründen beim von Neufeld dominierten burgenländischen Fußballverband immer wieder Punktabzüge angeordnet wurden. So kam es am 15. März 1929 zum Austritt aus dem burgenländischen Verband und in weiterer Folge am 31. Juli 1929 zum Eintritt in den niederösterreichischen Verband.
In Niederösterreich hatte die SV Mattersburg eine erheblich stärkere Konkurrenz, sodass der Klub, abgesehen von zwei einjährigen Gastspielen in der Landesliga, in der 2. Klasse spielte. Während des Zweiten Weltkrieges musste von 1941 bis 1945 der Spielbetrieb eingestellt werden, im Anschluss daran kam es zur Reaktivierung des Klubs im neuen burgenländischen Verband. 1949 kam die SV Mattersburg in die neue Landesliga, aus der die Mannschaft 1953 erstmals siegreich als Landesmeister hervortreten konnte. Der Lohn hierfür war der Aufstieg in die zweitklassige B-Liga, in der sich die Spielvereinigung 1953/54 aber nicht behaupten konnte. So spielen die Grün-Weißen wieder in der Landesliga, die abermals 1956 gewonnen wurde. In der folgenden neuen Relegation zur B-Liga hatten die Burgenländer gegen Oberösterreichs SV Stickstoff Linz aber keine Chance (0:5, 4:3). 1957 gewannen sie nach abermaligem Gewinn der Landesliga in der Relegation gegen den ATSV Ranshofen mit 3:1 und 4:3, in der B-Liga 1957/58 wurde allerdings wieder der Klassenerhalt verfehlt.

### Verpasster Sprung in die Erstklassigkeit, Absturz und Rückkehr
Die SV Mattersburg blieb einige Jahre in der Landesliga, ehe 1963 der bis dato vierte Landestitel das Ticket für die neue zweitklassige Regionalliga Ost brachte. Erstmals in der Vereinsgeschichte gelang der Klassenerhalt in der zweiten Spielstufe. Dank geschickter Verstärkungen war das „Fußballwunder Mattersburg“ bald in aller Munde, denn der Klub führte bis zum vorletzten Spieltag 1964/65 die Tabelle an, sodass er die große Chance hatte, als erster burgenländischer Verein überhaupt in die erstklassige Nationalliga aufzusteigen. Ein Heimsieg gegen den ASV Siegendorf am letzten Spieltag schien wahrscheinlich, insbesondere nachdem die SV Mattersburg mit 1:0 in Führung ging und einen Elfmeter zugesprochen bekam. Lebersorger, der pikanterweise in der folgenden Saison beim 1. Simmeringer SC spielte, verschoss und Siegendorf kam noch zum Ausgleich. Dadurch kam ebengenau Simmering in letzter Sekunde noch in den Genuss des Aufstiegs, in Mattersburg machte sich Resignation breit. Nachdem der Klub 1965/66 sogar im Abstiegskampf steckte, wurde 1966/67 mit dem vierten Platz wieder ein gutes Ergebnis erzielt. Da im selben Jahre der SC Eisenstadt den Aufstieg in die Nationalliga schaffte, gab es Pläne, die beiden führenden Klubs des Landes, die noch dazu nicht weit voneinander angesiedelt waren, zum „FC Burgenland“ zu vereinen, was aber nicht klappte.
Bedingt durch das Auf und Ab der vergangenen Jahre nagte die SV Mattersburg indes an argen finanziellen Problemen, die 1967/68 zum freiwilligen Abstieg aus der Regionalliga in die Landesliga führten und durch den Verkauf zahlreicher Spieler nun teilweise kompensiert wurden. In der Landesliga entwickelte sich dieser Tage eine starke Rivalität mit der direkt benachbarten SV Rohrbach, so setzten etwa Rohrbach-Fanatiker 1968 die Sitzbänke im Mattersburger Pappelstadion in Brand. Spätestens seit dem Abstieg 1987 in die burgenländische 2. Liga Mitte drohte dem einst führenden Klub des Landes der Absturz in die Bedeutungslosigkeit. Nach Amtsantritt von Obmann Martin Pucher kam es zu einem neuen Aufschwung, die Jugendarbeit wurde zudem intensiviert. 1990 kehrte die SV Mattersburg in die Landesliga zurück, wo sie sich bald in der vorderen Tabellenhälfte etablierte. Mit dem ehemaligen ungarischen WM-Teilnehmer Péter Hannich gelang auch bereits 1994 der Aufstieg in die Regionalliga Ost. Der Ungar war es auch, der das entscheidende 1:0 gegen Erzrivalen Rohrbach vor 6.500 Zuschauern für die SV Mattersburg schoss.

### Bundesliga und erste UEFA-Cup-Teilnahme

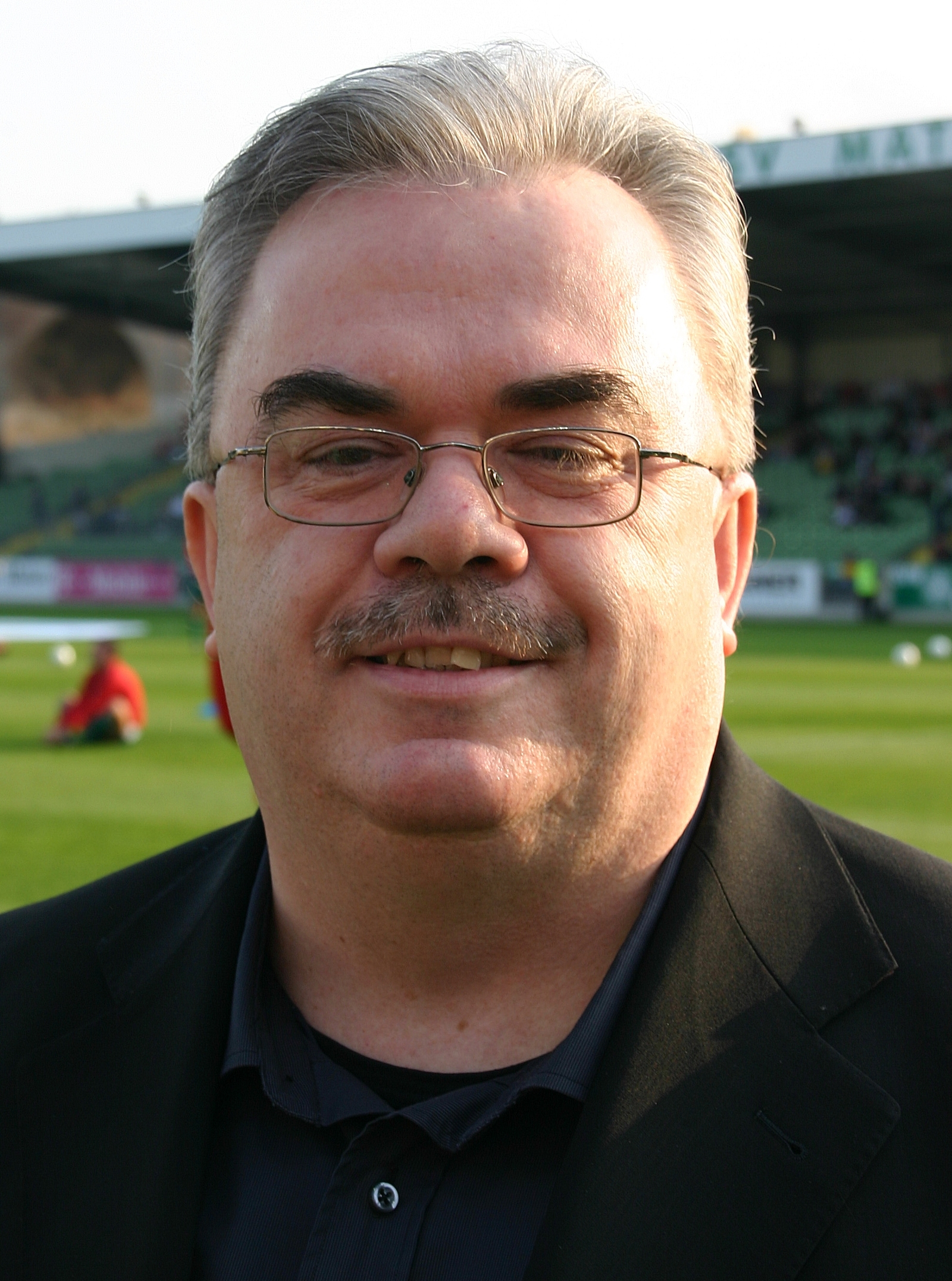
Unter Obmann Martin Pucher stieg die SVM in die Erstklassigkeit auf

| Saison  | Platz | Tore  | Punkte | Zuschauer-Ø | ÖFB-Cup |
| ------- | ----- | ----- | ------ | ----------- | ------- |
| 2003/04 | 08    | 39:61 | 37     | 11.066      | VF      |
| 2004/05 | 05    | 48:58 | 45     | 09.903      | VF      |
| 2005/06 | 07    | 40:54 | 44     | 09.638      | F       |
| 2006/07 | 03    | 61:58 | 55     | 09.731      | F       |
| 2007/08 | 05    | 55:43 | 53     | 07.569      | –       |
| 2008/09 | 09    | 42:71 | 33     | 06.051      | AF      |
| 2009/10 | 06    | 45:71 | 41     | 05.175      | 1R      |
| 2010/11 | 09    | 29:59 | 31     | 03.892      | VF      |
| 2011/12 | 08    | 41:43 | 38     | 04.332      | 2R      |
| 2012/13 | 10    | 36:67 | 35     | 04.533      | AF      |
| 2015/16 | 09    | 40:70 | 39     | 04.613      | VF      |
| 2016/17 | 07    | 39:54 | 43     |             | 2R      |

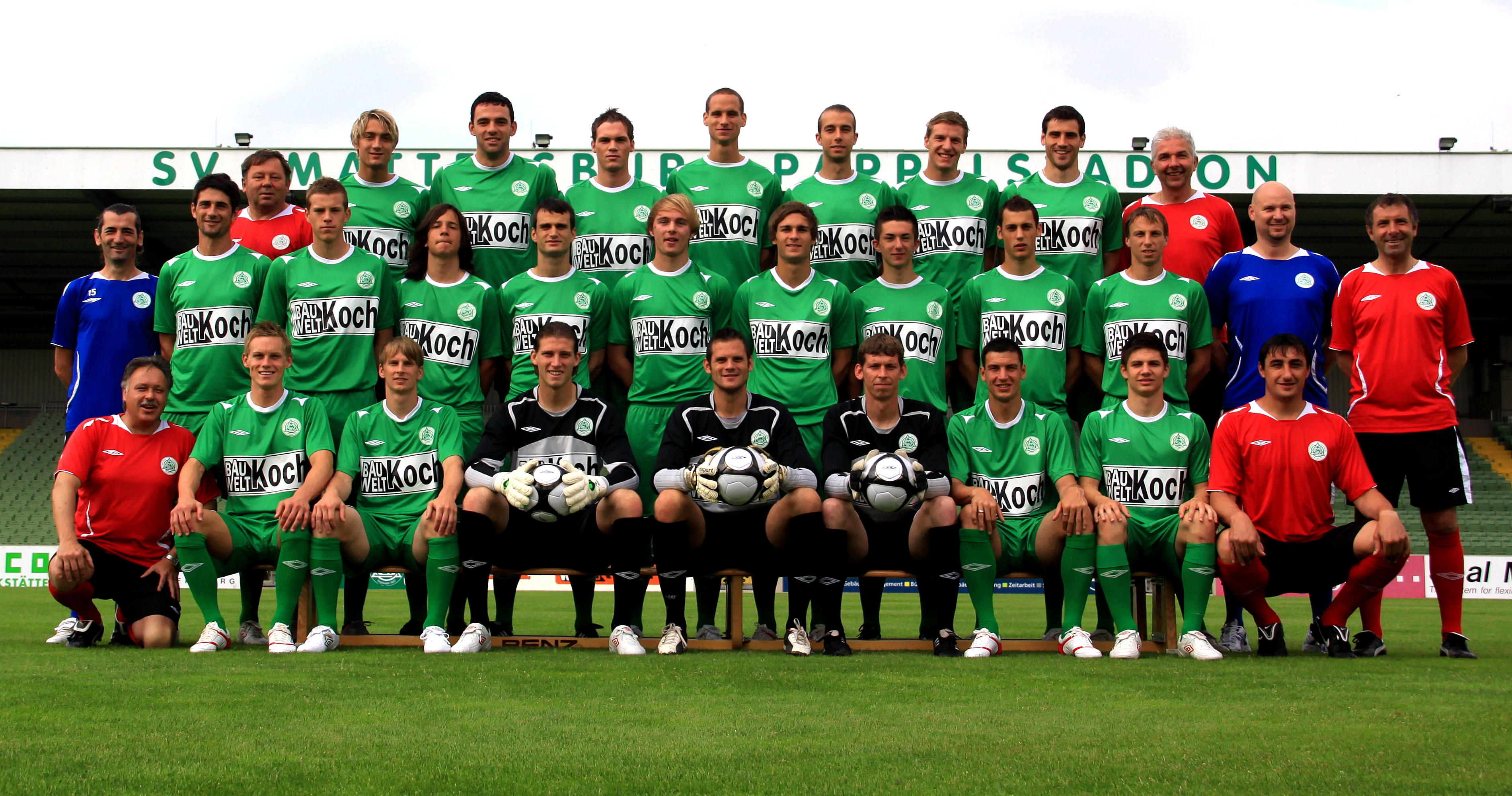
Die Mannschaft der SV Mattersburg für die Saison 2010/11

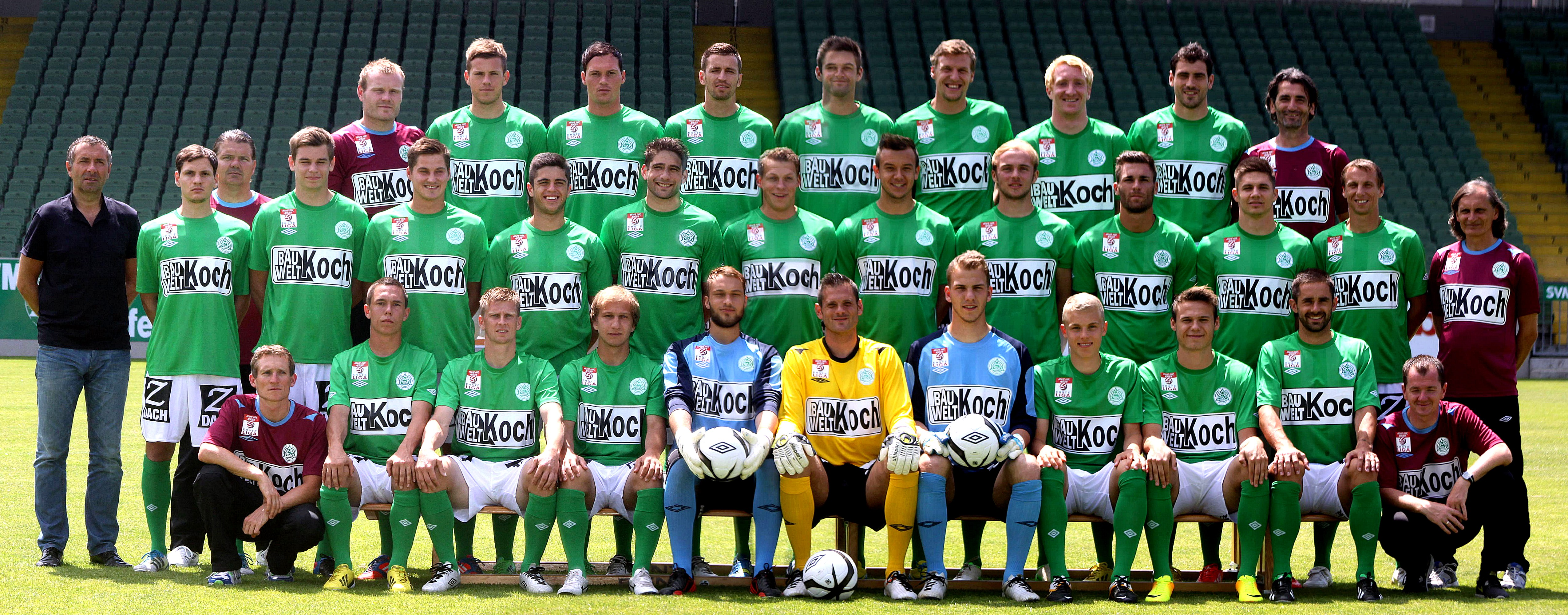
Die Mannschaft der SV Mattersburg für die Saison 2013/14

In der Regionalliga Ost, die mittlerweile die dritte Leistungsstufe in Österreich darstellte, spielten die Burgenländer von Anfang an vorne mit. Nach einem zweiten Platz 1994/95 konnte 1999/2000 bei nur zwei Niederlagen letztlich auch der Aufstieg in die zweitklassige 1. Division fixiert werden. Die letzte Hürde Relegation wurde dabei mit 1:1 und 5:0 gegen den FC Lustenau 07 gemeistert. Nachdem die Mannschaft durch den Heimkehrer und ehemaligen österreichischen WM-Teilnehmer Dietmar Kühbauer, der aus der Mattersburger Jugend stammt, verstärkt werden konnte, gelang 2002/03 der überlegene Gewinn der zweiten Spielstufe mit 13 Punkten Vorsprung auf den DSV Leoben und damit der Aufstieg in die Bundesliga. Im Aufstiegsjahr 2003 gelang zudem erstmals der Einzug ins ÖFB-Cup-Halbfinale. Beachtlich war in dieser und auch den folgenden Saisonen der enorme Zuschauerandrang. In der Zweitklassigkeit 2002/03 wies die SV Mattersburg einen Schnitt von 9.800 Zuschauern auf. Selbst in der Bundesliga wies kein Verein annähernd so viele Zuseher auf. Den zweiten Platz nahm der SV Austria Salzburg mit 6.700 Fans ein. In der ersten Bundesliga konnte der Schnitt sogar noch auf 11.100 Besucher erhöht werden.
Die SV Mattersburg konnte sich zwar in den ersten Saisonen relativ vom Abstiegskampf fernhalten, lange Zeit galt der Klub allerdings als äußerst auswärtsschwaches Team. Eine Auswärtsniederlagenserie mit Werner Gregoritsch und Muhsin Ertuğral kostete zwei Trainern die Anstellung. Der im November 2004 als Interimstrainer eingesetzte Franz Lederer sicherte sich mit fünf Pflichtsiegen in Serie und dem ersten Auswärtssieg seit Oktober 2003, also über einem Jahr, den Fixtrainerposten. Die Saison 2004/05 beendete man auf dem fünften Platz. Dies stellte die vorerst beste Platzierung dar, die ein burgenländischer Fußballklub jemals in der obersten Spielklasse erreichte. Durch einen 3:2-Sieg im ÖFB-Cup-Halbfinale 2006 gegen den ASKÖ Pasching stand die SV Mattersburg schließlich als erste burgenländische Mannschaft im Finale des ÖFB-Cups. Die Mannschaft hatte jedoch im Endspiel gegen den Favoriten und neuen österreichischen Meister FK Austria Wien wenig auszurichten und verlor 0:3. Dennoch winkte damit die erstmalige Teilnahme an der Qualifikation für den UEFA-Cup. Das Heimspiel fand aber nicht im heimischen Pappelstadion, sondern im Wiener Ernst-Happel-Stadion statt, weil im Heimstadion nur 3.000 Fans zugelassen worden wären. Die Mattersburger scheiterten bei ihrer Premiere auf europäischer Bühne am polnischen Vizemeister Wisla Krakau (1:1 und 0:1).

### Etablierung und Abstieg in die Zweitklassigkeit
Der Erfolgslauf konnte 2006/07 fortgesetzt werden, der Klub stellte mit Cem Atan, Michael Mörz, Christian Fuchs und Jürgen Patocka mittlerweile vier Nationalspieler und konnte sich mit dem ehemaligen deutschen Nationalspieler Carsten Jancker prominent verstärken. Die SV Mattersburg lag während der Spielzeit lange Zeit auf dem zweiten Platz hinter dem FC Red Bull Salzburg und beendete die Bundesliga letztlich auf dem 3. Platz – die bisher beste Platzierung einer burgenländischen Fußball-Mannschaft. Auch das Cupfinale in Wien konnte durch einen überraschenden 3:2-Auswärtssieg in Salzburg erneut erreicht werden. Wie im Vorjahr hieß der Gegner Austria Wien, der in der Bundesliga nur den sechsten Platz belegt hatte. Somit befanden sich die Mattersburger sogar in Favoritenstellung, vergaben aber eine 1:0-Halbzeitführung und unterlagen 1:2.
In die Saison 2007/08 startete die SV Mattersburg wieder gut, war kurzzeitig gar Tabellenführer der Bundesliga und belegte am Ende einen guten fünften Platz. In der UEFA-Cup-Qualifikation traf man in der ersten Runde auf die Mannschaft des FK Aqtöbe aus Kasachstan, die man auch nach einer 0:1-Niederlage in Aqtöbe daheim – erstmals im Pappelstadion – mit 4:2 besiegte. In der zweiten Runde scheiterten die Mattersburger allerdings klar am FC Basel mit einem Gesamtergebnis von 2:6. In der Folgesaison 2008/09 musste der SV bis zum letzten Spieltag gegen den Abstieg kämpfen. Als Tabellenneunter gelang jedoch auch in dieser Saison der Ligaerhalt. Deutlich besser lief es in der Saison 2009/10, in der Mattersburg nie in Abstiegsgefahr geriet und in der Abschlusstabelle den sechsten Platz belegte. In der Spielzeit 2010/11 musste man sich mit dem neunten Tabellenplatz zufriedengeben. In echte Abstiegsgefahr gerieten die Burgenländer jedoch nicht, da sie am Saisonende zwölf Punkte vor dem Tabellenletzten und Absteiger LASK Linz lagen.
Nicht viel besser verlief die Saison 2011/12, doch konnte am Ende der Absteiger Kapfenberger SV mit einem Vorsprung von 15 Punkten deutlich auf Distanz gehalten werden.
In der Saison 2012/13 fiel die SV am letzten Spieltag vom siebenten auf den zehnten und letzten Tabellenplatz zurück, nachdem das Spiel gegen den direkten Abstiegskonkurrenten FC Admira Wacker Mödling 0:1 verloren wurde und die beiden ebenfalls abstiegsgefährdeten Vereine FC Wacker Innsbruck und SC Wiener Neustadt ihre letzten Spiele gewinnen konnten. Die vier Mannschaften lagen am Saisonende nur einen Punkt auseinander. Die mit der SV Mattersburg punktegleiche Admira konnte sich durch das bessere Torverhältnis den neunten Platz und somit den Verbleib in der Bundesliga sichern. Der zehnte Platz bedeutete nach zehn Jahren in der Bundesliga den Abstieg in die Erste Liga. Nachdem die Mannschaft dort, obwohl personell kaum verändert, nur auf einem Mittelfeldplatz lag, wurde am 7. Oktober 2013 der neue Trainer Alfred Tatar beurlaubt. Das Training übernahm interimistisch bis zum Winter der zum sportlichen Leiter beförderte Franz Lederer. Am 20. Dezember 2013 wurde mit Ivica Vastić der neue Trainer präsentiert.

### Wiederaufstieg 2014/15
In der Saison 2014 konnte bereits in Runde 32 der Wiederaufstieg fixiert werden. Da der einzige Konkurrent um den Meistertitel, der FC Liefering, auf einen eventuellen Aufstieg verzichtet hat, reichten die bisherigen 62 Punkte zum fixen Aufstieg.
Am 29. Mai 2015 fand der letzte Spieltag der Ersten Liga statt, wobei sich der SVM auswärts beim FC Liefering beweisen musste und sich mit einem 4:0-Kantersieg gegen die nicht zum Aufstieg berechtigten Salzburger durchsetzen konnte. Die Saison wurde mit 71 Punkten aus 36 Spielen auf dem ersten Platz beendet, wodurch dem Aufstieg in die Bundesliga nichts mehr im Wege stand.

### Neuerliche Erstklassigkeit ab 2015/16
Das Budget für die Spielzeit 2015/16 betrug 6,5 Millionen Euro, in der Endtabelle belegte der Verein mit 39 Punkten letztendlich Platz 9, nachdem im Herbstdurchgang die Mannschaft noch auf Platz 7 lag. Schuld an diesem Rückschlag im Frühjahr war auch die schlechteste Heimbilanz aller zehn Teams, die in einem 0:9-Heimdebakel gegen Austria Wien ihren negativen Höhepunkt fand. Man konnte auch nicht mehr an die hohen Zuschauerzahlen früherer Jahre anknüpfen.
Nach einer katastrophalen Hinrunde 2016/17, nach der die Mannschaft mit 11 Punkten auf dem zehnten und letzten Tabellenplatz lag, wurde Trainer Ivica Vastić entlassen. Als sein Nachfolger wurde Gerald Baumgartner am 3. Jänner 2017 präsentiert. Mit Baumgartner gelang ein deutlicher Aufwärtstrend, so wurde man in der Rückrundentabelle hinter Meister Red Bull Salzburg Zweiter, sowie in der Abschlusstabelle Siebter.
In der Saison 2017/18 zeigten die Burgenländer durchaus Ambitionen auf den Europapokal, jedoch wurde die Mannschaft am Ende fünf Punkte hinter Europa-League-Qualifikations-Teilnehmer FC Admira Wacker Mödling Sechster.
In die Saison 2018/19 startete Mattersburg mit einem 3:2-Erfolg gegen den SCR Altach. Jedoch folgten daraufhin Niederlagen gegen Meister Red Bull Salzburg und Aufsteiger TSV Hartberg sowie eine 0:6-Heimniederlage gegen den Wolfsberger AC, wodurch die Mannschaft nach der 4. Runde nur auf dem 11. Tabellenplatz lag. Als Konsequenz wurde Trainer Gerald Baumgartner am 21. August 2018 entlassen, Markus Schmidt zum Interimstrainer sowie der bisherige Tormanntrainer Robert Almer als Nachfolger von Franz Lederer zum sportlichen Leiter ernannt.
Zur Saison 2019/20 wurde Franz Ponweiser neuer Trainer von den Burgenländern. Im Grunddurchgang wurde der SV Mattersburg Elfter. In der Qualifikationsrunde konnte der SVM zwar den Klassenerhalt sichern, verpasste jedoch die erneute Qualifikation für die Europa-League-Playoffs.

### Insolvenz und Einstellung des Spielbetriebs 2020
Die Zukunft des Vereins war gefährdet, seitdem dem Hauptsponsor, der Commerzialbank Mattersburg im Burgenland, am 15. Juli 2020 durch die Finanzmarktaufsicht mit sofortiger Wirkung der Geschäftsbetrieb untersagt wurde. Bankvorstand Pucher hatte den Verein rund 30 Jahre lang aufgebaut und war auch als dessen Obmann tätig gewesen. Etwa 4,9 Millionen Euro des 11 Millionen Euro umfassenden Jahresbudgets des Fußballclubs gingen auf das Sponsoring der Commerzialbank zurück, ein Großteil des Betrages dürfte mittels fiktiver Konten und durch Manipulation realer Verträge in der Bank „erfunden“ worden sein. Infolge des Skandals stand der Verein ohne Obmann, Trainer, Sportdirektor und Hauptsponsor da. Im Fall einer Insolvenz drohte der zwangsweise Abstieg aus der Bundesliga. Die Fußballakademie des SV Mattersburg, an der das Land Burgenland einen 40%-Anteil hält, soll als Landessportzentrum für den Breitensport weitergeführt werden. Am 5. August 2020 wurde bekanntgegeben, dass der Spielbetrieb mit sofortiger Wirkung eingestellt wird. Der Vorstand kündigte an, einen Insolvenzantrag zu stellen und die Spielberechtigung für die Fußball-Bundesliga zurückzulegen. In der Folgewoche wurde der Mattersburger Sportverein (MSV 2020) gegründet, der die Jugendarbeit des SV Mattersburg fortführen und aus der bestehenden U16 eine Kampfmannschaft für die burgenländische Landesliga bilden sollte. Nach einem Jahr ohne Erwachsenen-Fußball spielte der MSV 2020 in der Saison 2021/22 in der siebthöchsten Spielklasse, der 2. Klasse Mitte, und schaffte als Zweitplatzierter den Aufstieg in die 1. Klasse Mitte. In den beiden folgenden Spieljahren 2022/23 und 2023/24 gelang dem MSV 2020 ebenfalls der Aufstieg in die nächsthöhere Spielklasse, so dass der Verein in der Spielzeit 2024/25 in der Burgenlandliga, der vierthöchsten Spielklasse im österreichischen Ligensystem, antreten wird.

## Neue Vereine der letzten aktiven Mannschaft
Von der letzten aktiven Mannschaft hatten sieben Spieler (Kvasina, Kuster, Casali, Salomon, Erhardt, Ertlthaler und Malic) den Verein bereits vor dem Konkurs verlassen. Kuster und Erhardt schafften den Sprung in die zweite bzw. dritte deutsche Spielklasse, Salomon wechselte nach Griechenland und Kvasina nach Belgien. Ertlthaler unterschrieb beim ehemaligen Ligakonkurrenten TSV Hartberg, Casali bei SCR Altach. Malic fand in der Sommertransferphase keinen Verein. Nach dem Konkurs und den damit möglichen ablösefreien Transfers schlugen einige Bundesligisten teilweise mehrfach im Burgenland zu: Andreas Kuen wechselte zum SK Sturm Graz, Christoph Halper, Michael Steinwender und Martin Majnovics wechselten zum SKN St. Pölten, Bernhard Unger wurde vom SK Rapid unter Vertrag genommen, der damalige Aufsteiger SV Ried verpflichtete Michael Lercher sowie Filip Borsos, Andreas Gruber schloss sich dem LASK an und Lukas Rath wechselte zu Admira Wacker Mödling.
Einige Spieler fanden zwar keinen anderen Bundesligisten, blieben allerdings in der 2. Liga immerhin dem Profifußball erhalten: Patrick Bürger und Fabian Wohlmuth wechselten zum SV Lafnitz, Thorsten Mahrer und Fabian Miesenböck zur Klagenfurter Austria, Stephan Schimandl zum SV Horn und Nico Pichler zum Floridsdorfer AC. Drei Spieler fanden keinen Profiverein mehr: Luca Pichler wechselte in die Regionalliga zu Marchfeld Donauauen, Manuel Salaba nach Kobersdorf in die sechsthöchste Spielklasse und Alois Höller schloss sich dem Landesligisten Siegendorf an. David Nemeth (Mainz 05) und Martin Pusic (1860 München) schafften den Sprung nach Deutschland, der Nigerianer Victor Olatunji wechselte in die zweite zyprische Liga und der Spanier Jano kehrte in seine Heimat zurück und wechselte zu Fuenlabrada. Neben Nedeljko Malic blieb auch Florian Hart vereinslos, Malic wechselte im Februar 2021 in die USA, Hart im Sommer 2021 ins niederösterreichische Unterhaus.
| Name                | Verein                   |
| ------------------- | ------------------------ |
| Marko Kvasina       | KV Ostende               |
| Markus Kuster       | Karlsruher SC            |
| Tino Casali         | SCR Altach               |
| Patrick Salomon     | Atromitos Athen          |
| Philipp Erhardt     | Türkgücü München         |
| Andreas Kuen        | SK Sturm Graz            |
| Christoph Halper    | SKN St. Pölten           |
| Michael Steinwender | SKN St. Pölten           |
| Martin Majnovics    | SKN St. Pölten           |
| Patrick Bürger      | SV Lafnitz               |
| Fabian Wohlmuth     | SV Lafnitz               |
| Julius Ertlthaler   | TSV Hartberg             |
| Thorsten Mahrer     | SK Austria Klagenfurt    |
| Bernhard Unger      | SK Rapid Wien            |
| Michael Lercher     | SV Ried                  |
| Filip Borsos        | SV Ried                  |
| Stephan Schimandl   | SV Horn                  |
| Andreas Gruber      | LASK                     |
| Nico Pichler        | Floridsdorfer AC         |
| Luca Pichler        | FC Marchfeld Donauauen   |
| Manuel Salaba       | ASK Kobersdorf           |
| David Nemeth        | 1. FSV Mainz 05 II       |
| Victor Olatunji     | Alki Oroklini            |
| Martin Pusic        | TSV 1860 München         |
| Lukas Rath          | FC Admira Wacker Mödling |
| Alois Höller        | ASV Siegendorf           |
| Jano                | CF Fuenlabrada           |
| Fabian Miesenböck   | SK Austria Klagenfurt    |
| Nedeljko Malic      | Indy Eleven              |
| Florian Hart        | ASK Bad Fischau          |

## Europapokalbilanz
| Saison  | Wettbewerb | Runde                  | Gegner       | Gesamt | Hin     | Rück    |
| ------- | ---------- | ---------------------- | ------------ | ------ | ------- | ------- |
| 2006/07 | UEFA-Pokal | 2. Qualifikationsrunde | Wisła Krakau | 1:2    | 1:1 (H) | 0:1 (A) |
| 2007/08 | UEFA-Pokal | 1. Qualifikationsrunde | FK Aqtöbe    | 4:3    | 0:1 (A) | 4:2 (H) |
| 2007/08 | UEFA-Pokal | 2. Qualifikationsrunde | FC Basel     | 1:6    | 1:2 (A) | 0:4 (H) |

Gesamtbilanz: 6 Spiele, 1 Sieg, 1 Unentschieden, 4 Niederlagen, 6:11 Tore (Tordifferenz −5)

## Bekannte ehemalige Spieler

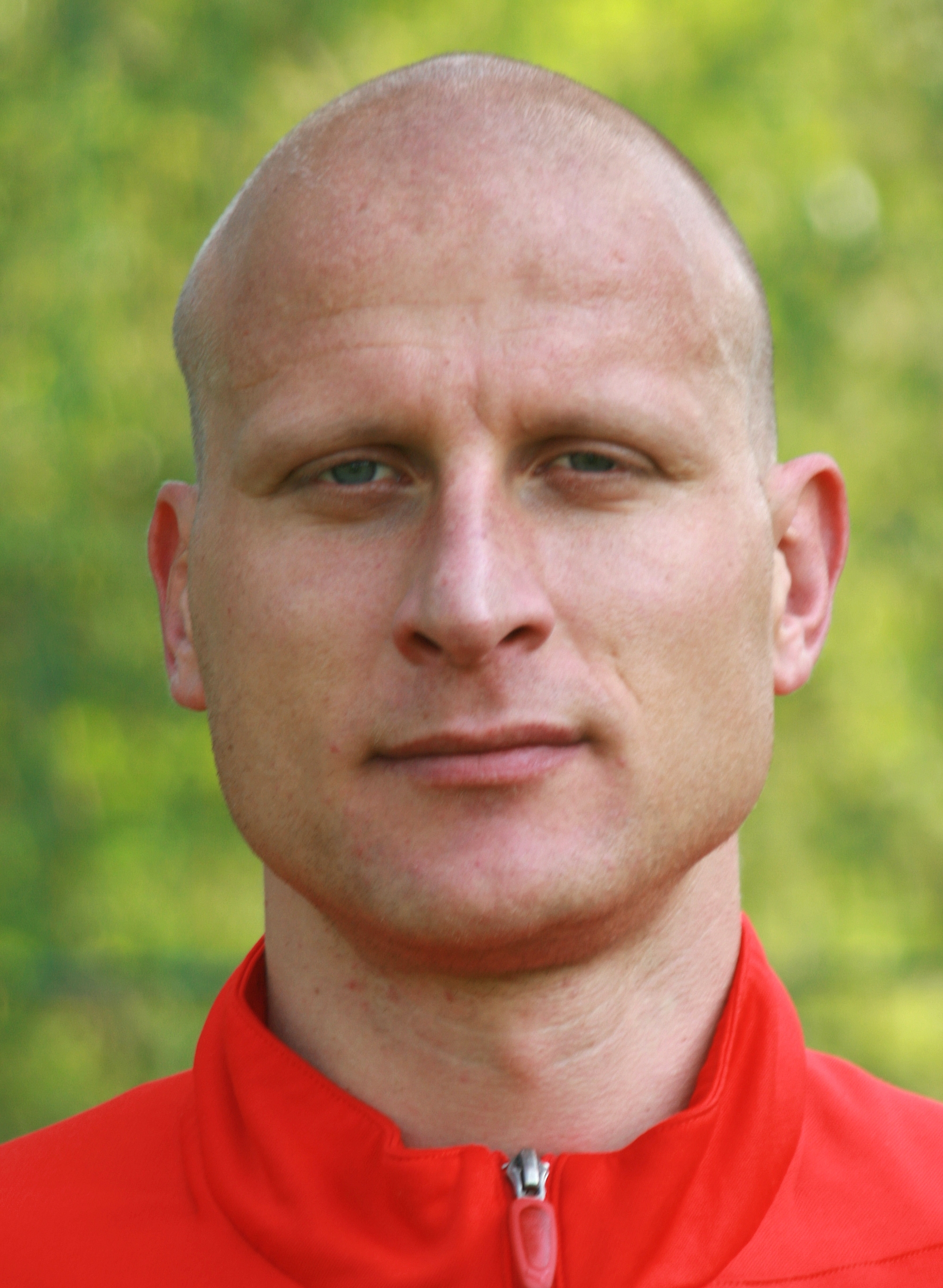
Carsten Jancker
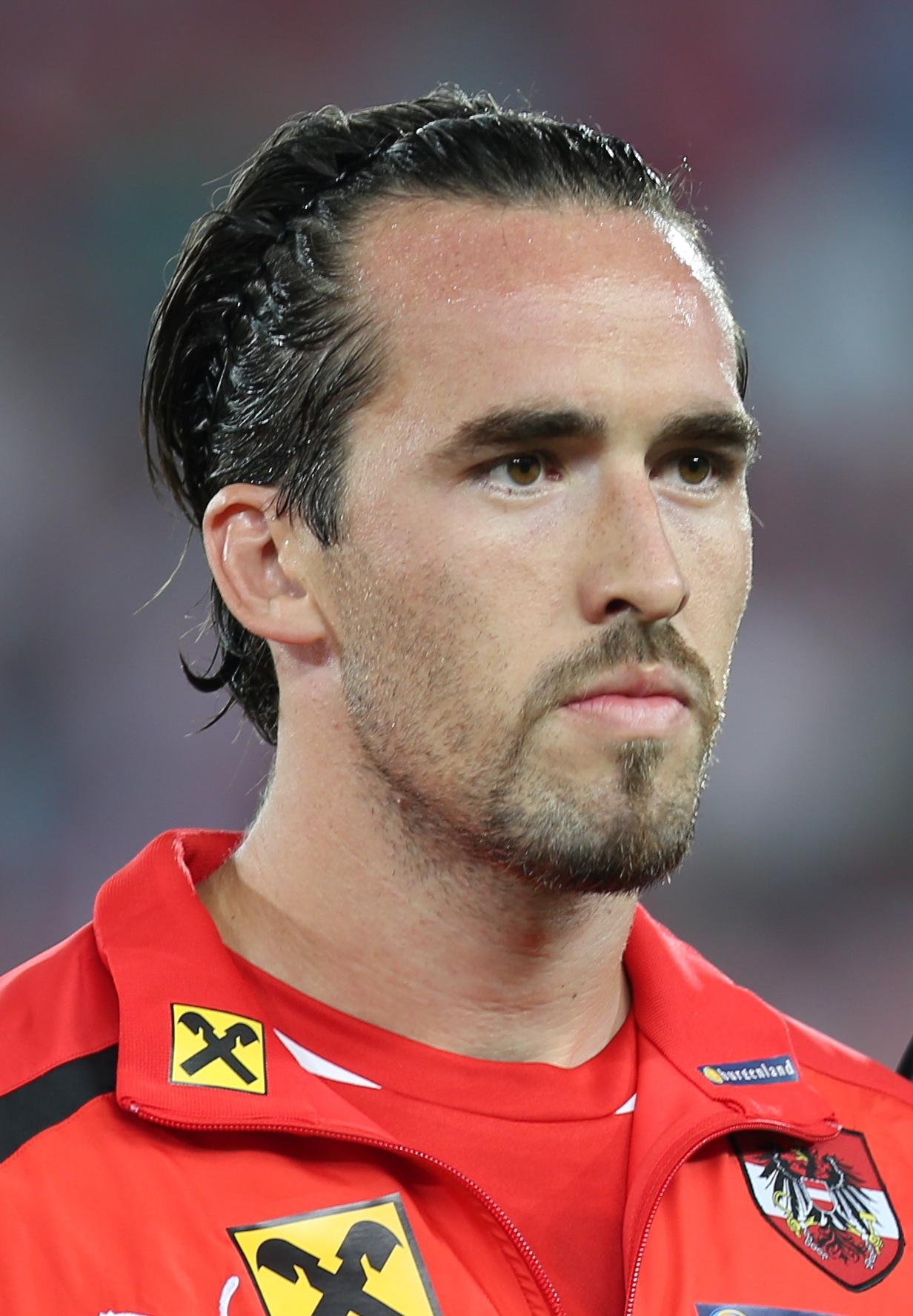
Christian Fuchs
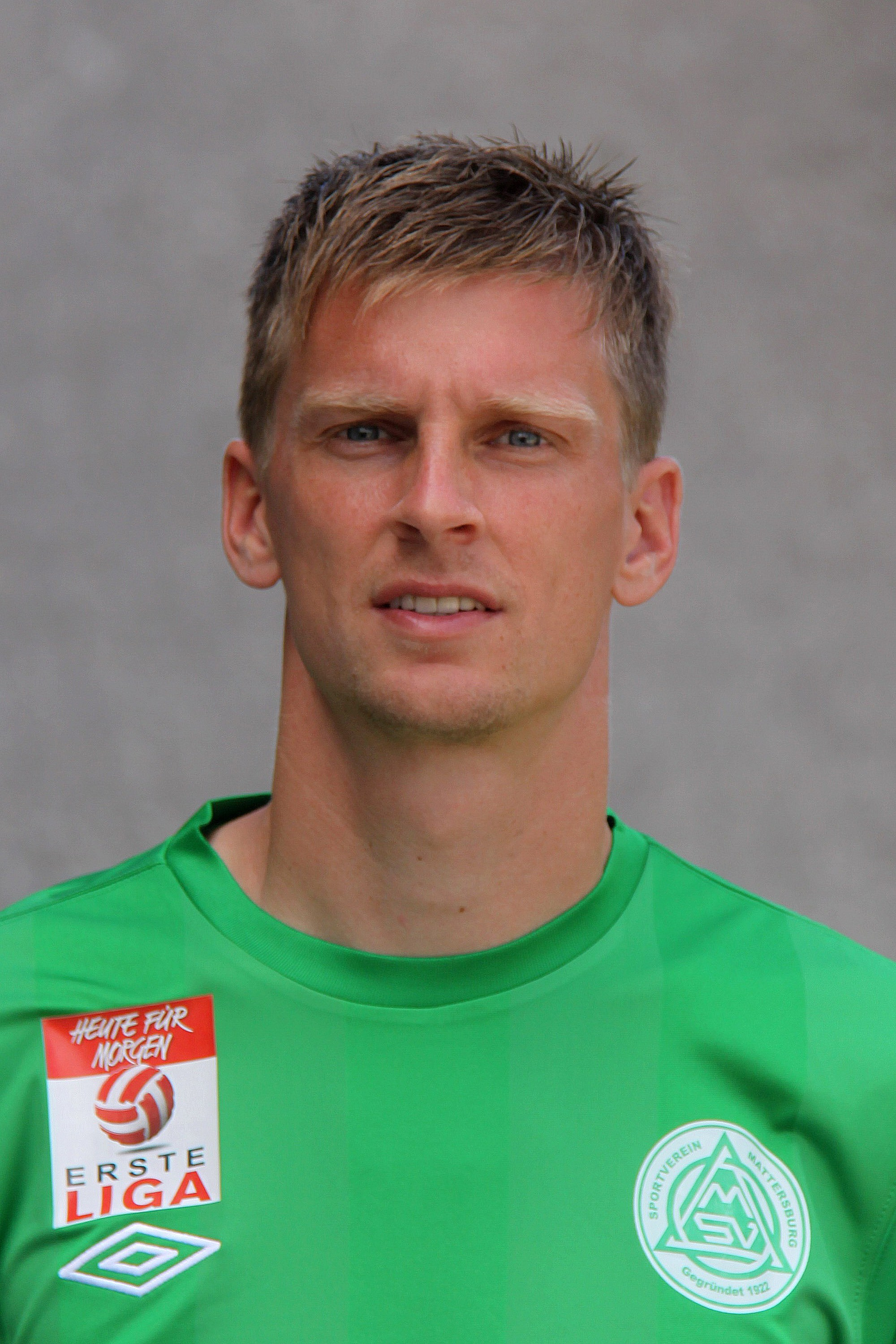
Michael Mörz
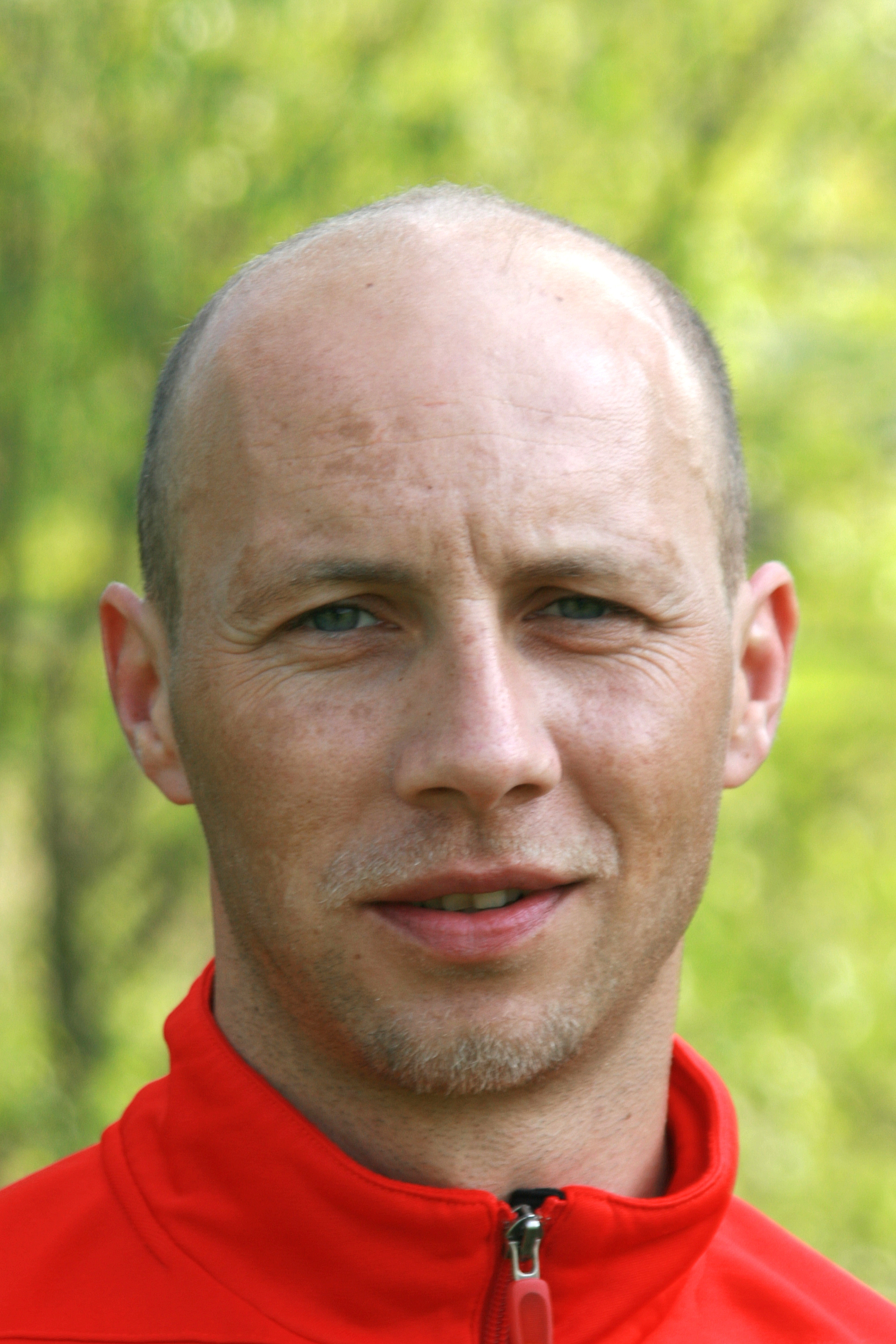
Thomas Wagner
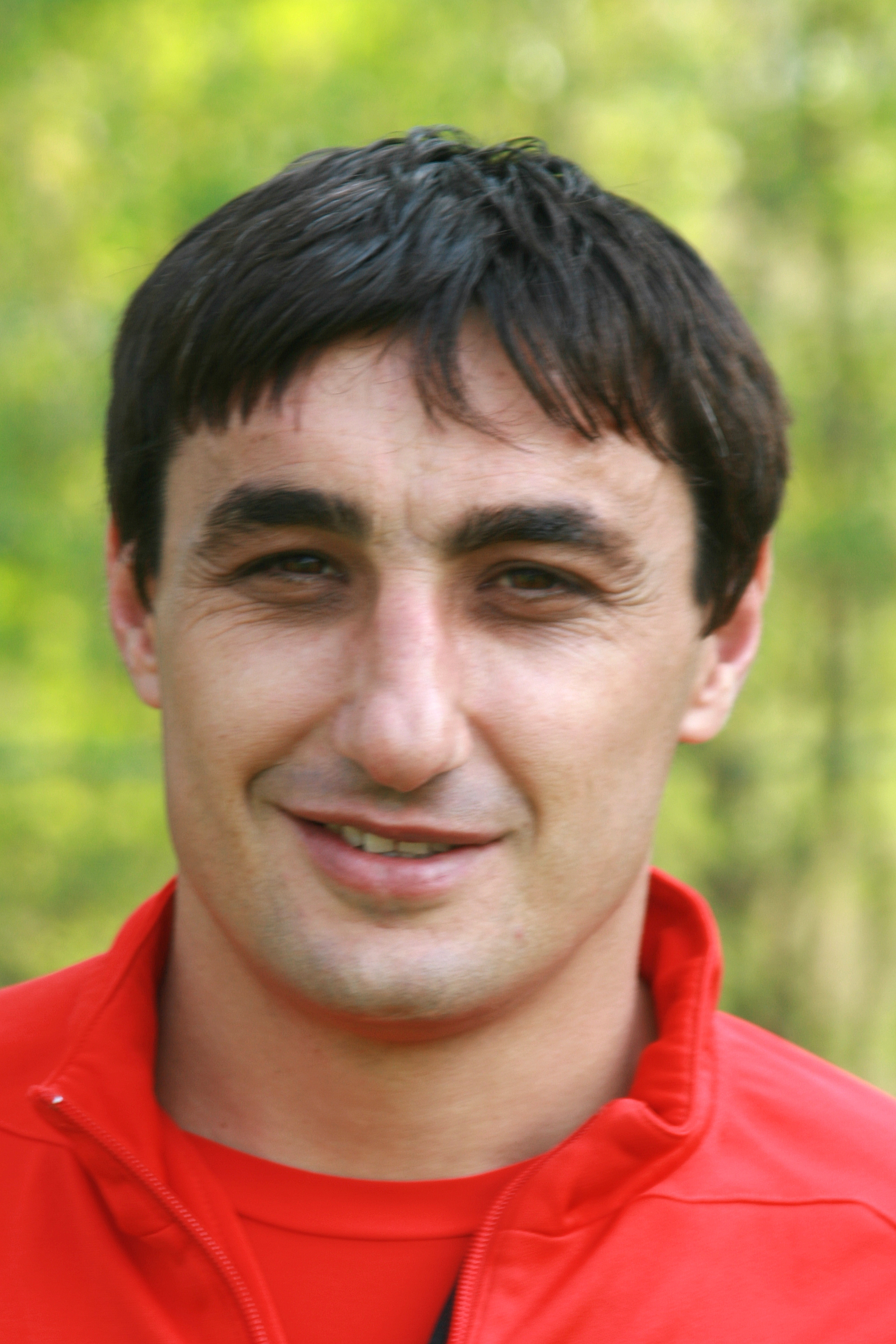
Goce Sedloski
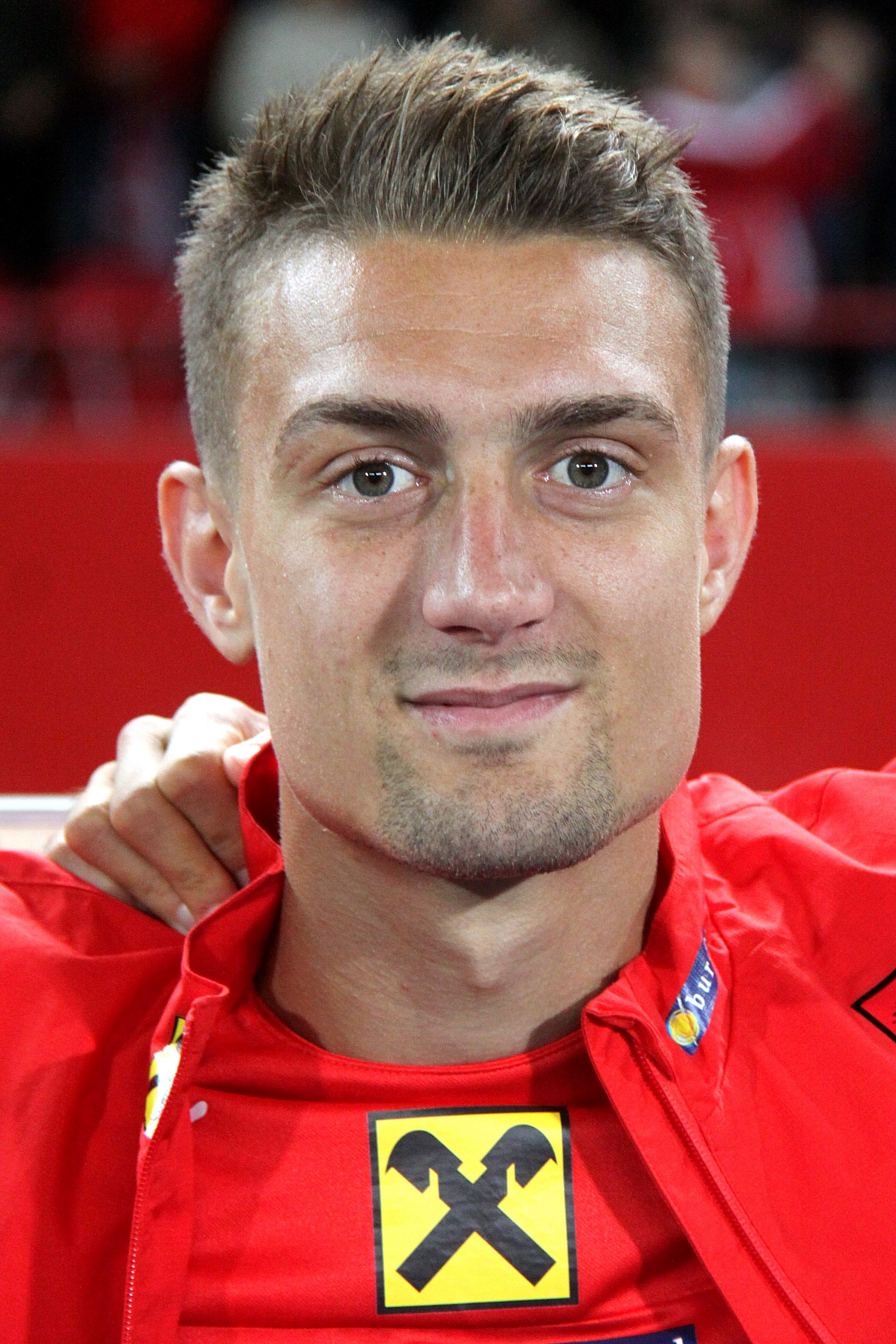
Stefan Ilsanker
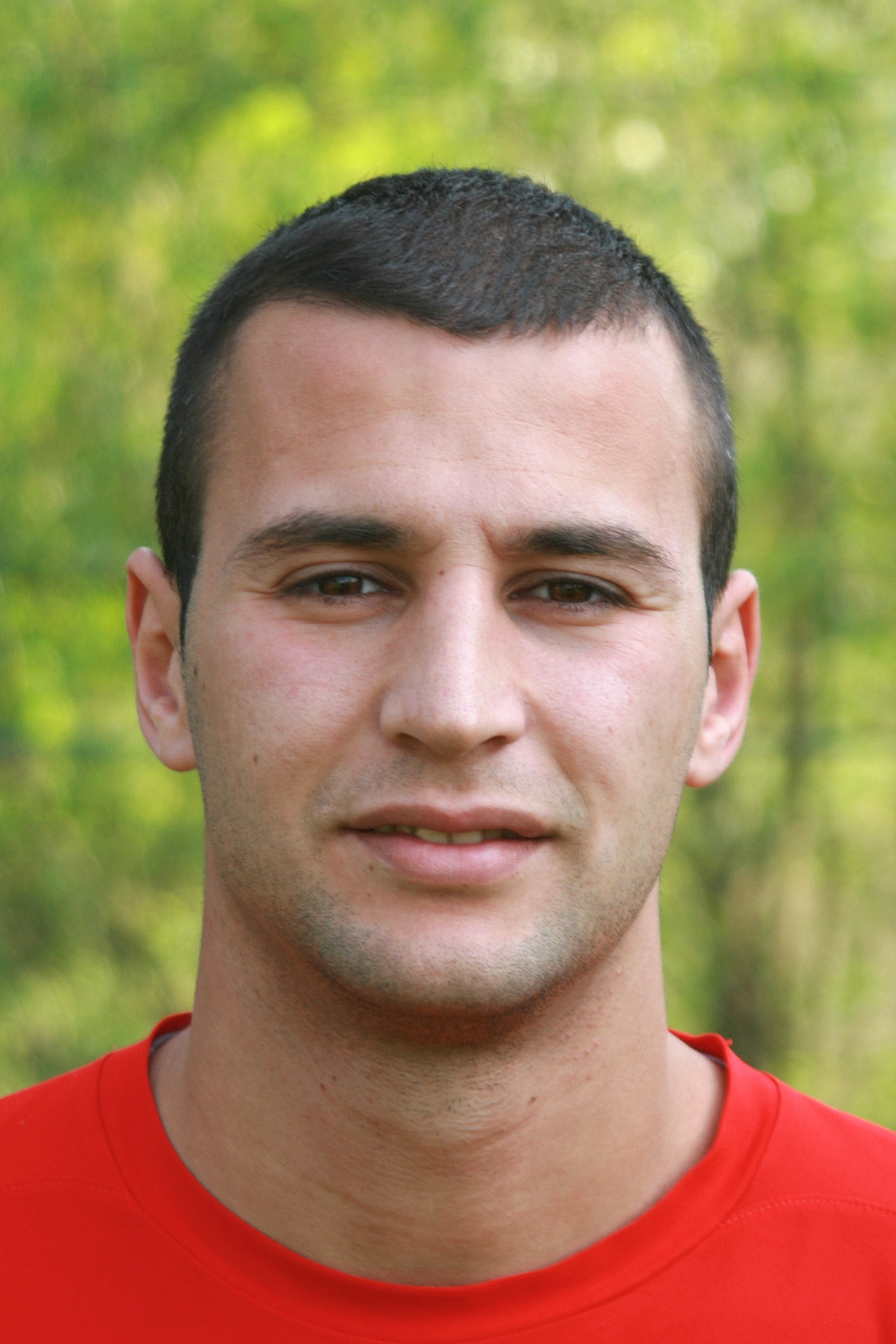
Cem Atan
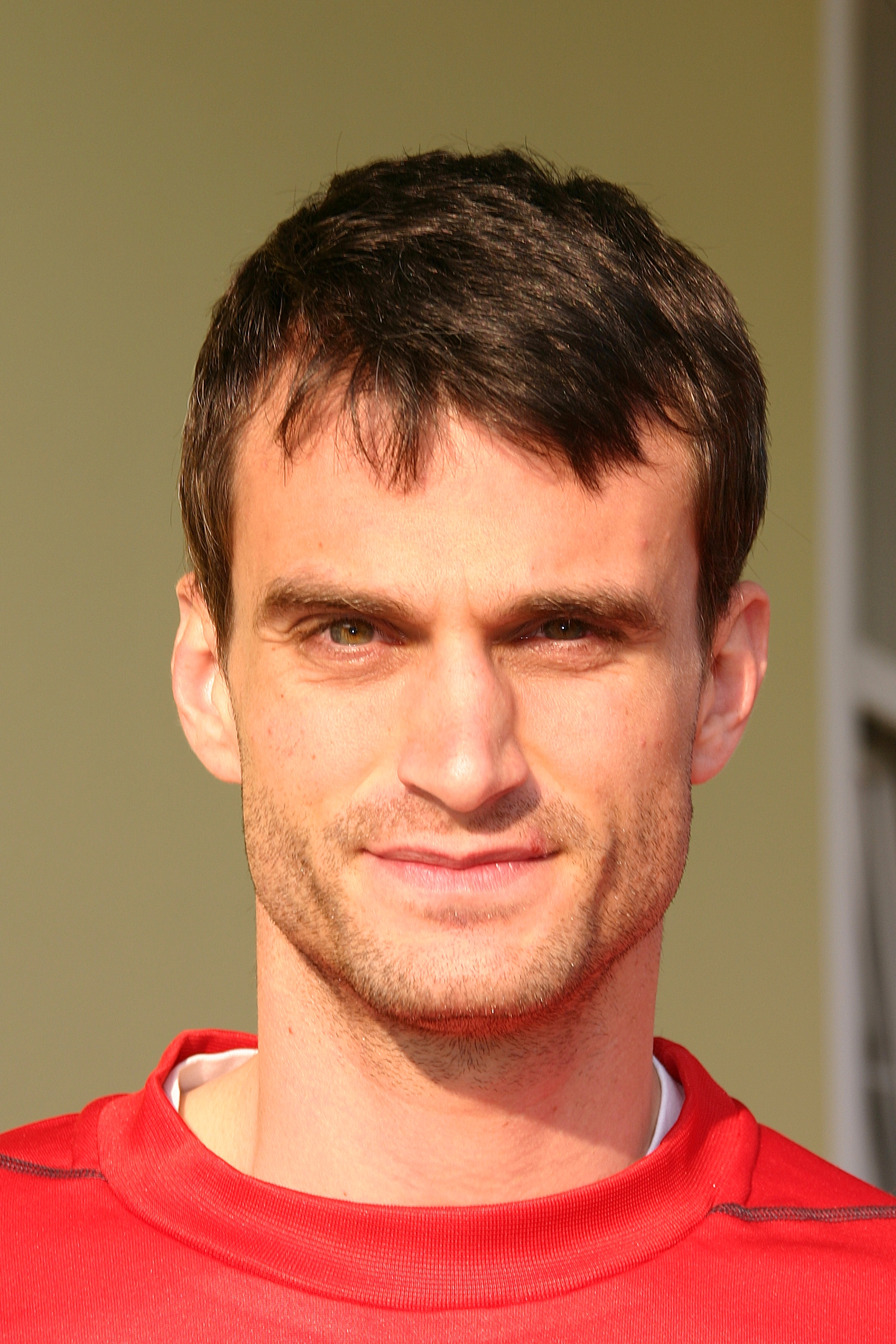
Anton Pauschenwein
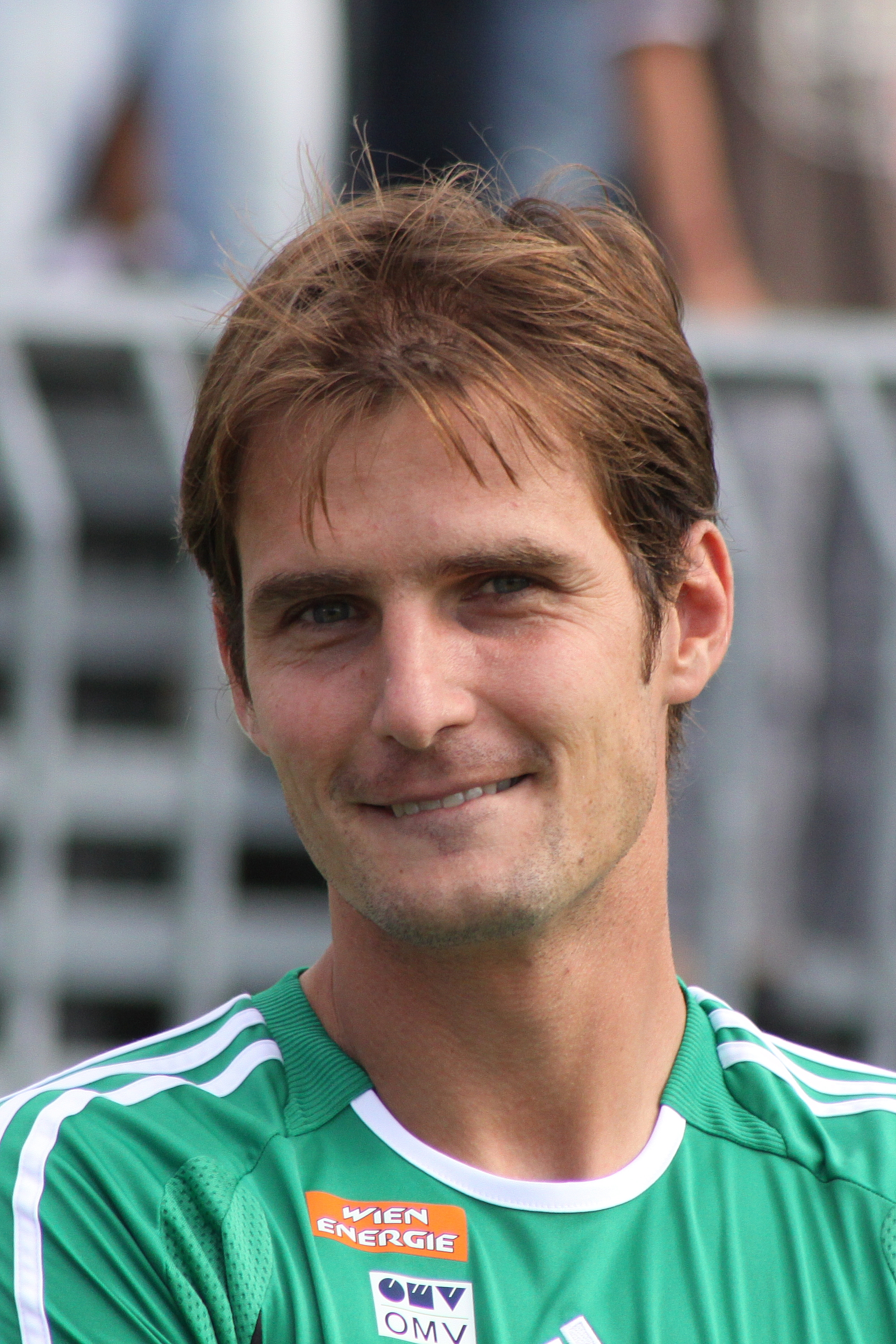
Raimund Hedl
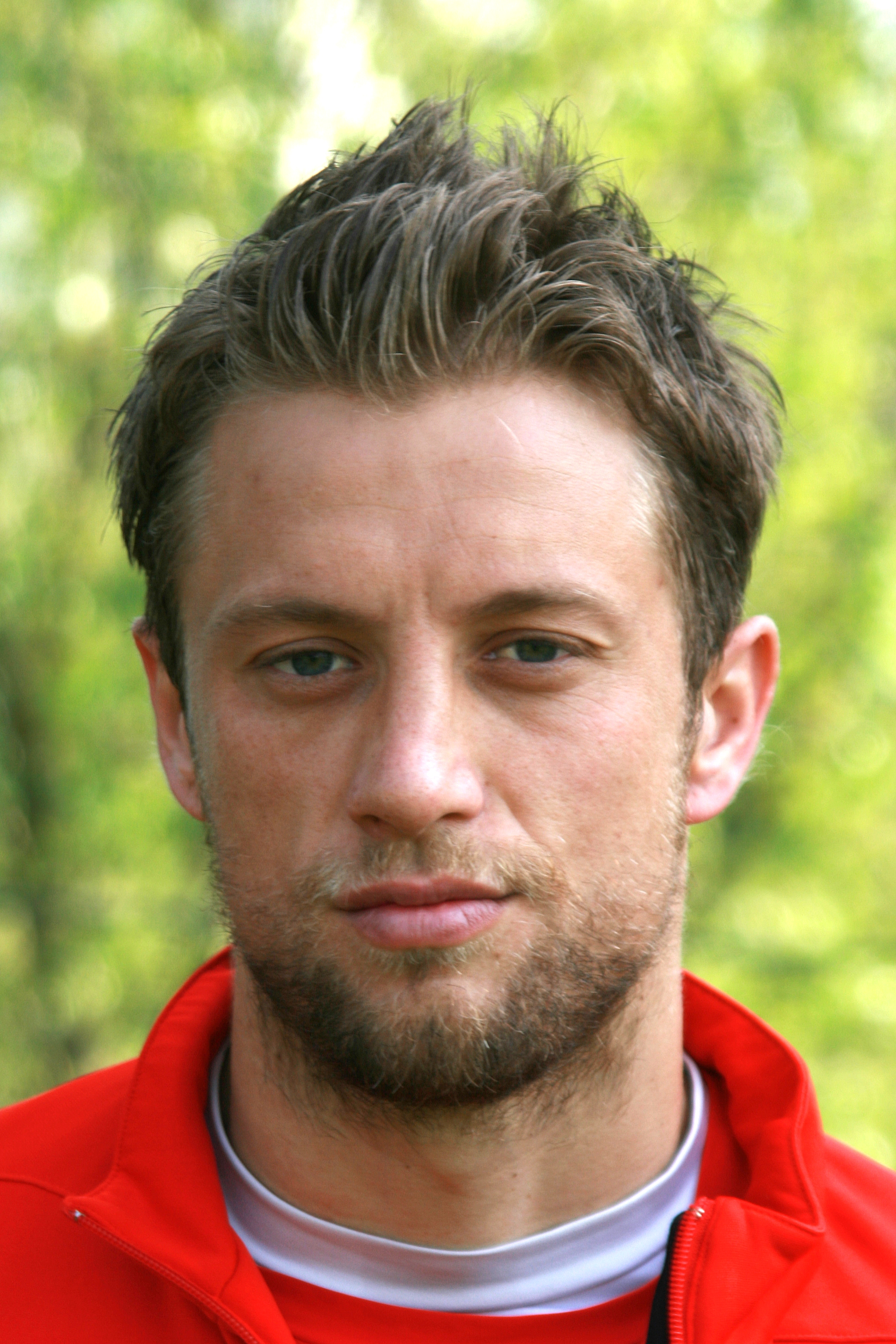
Adnan Mravac
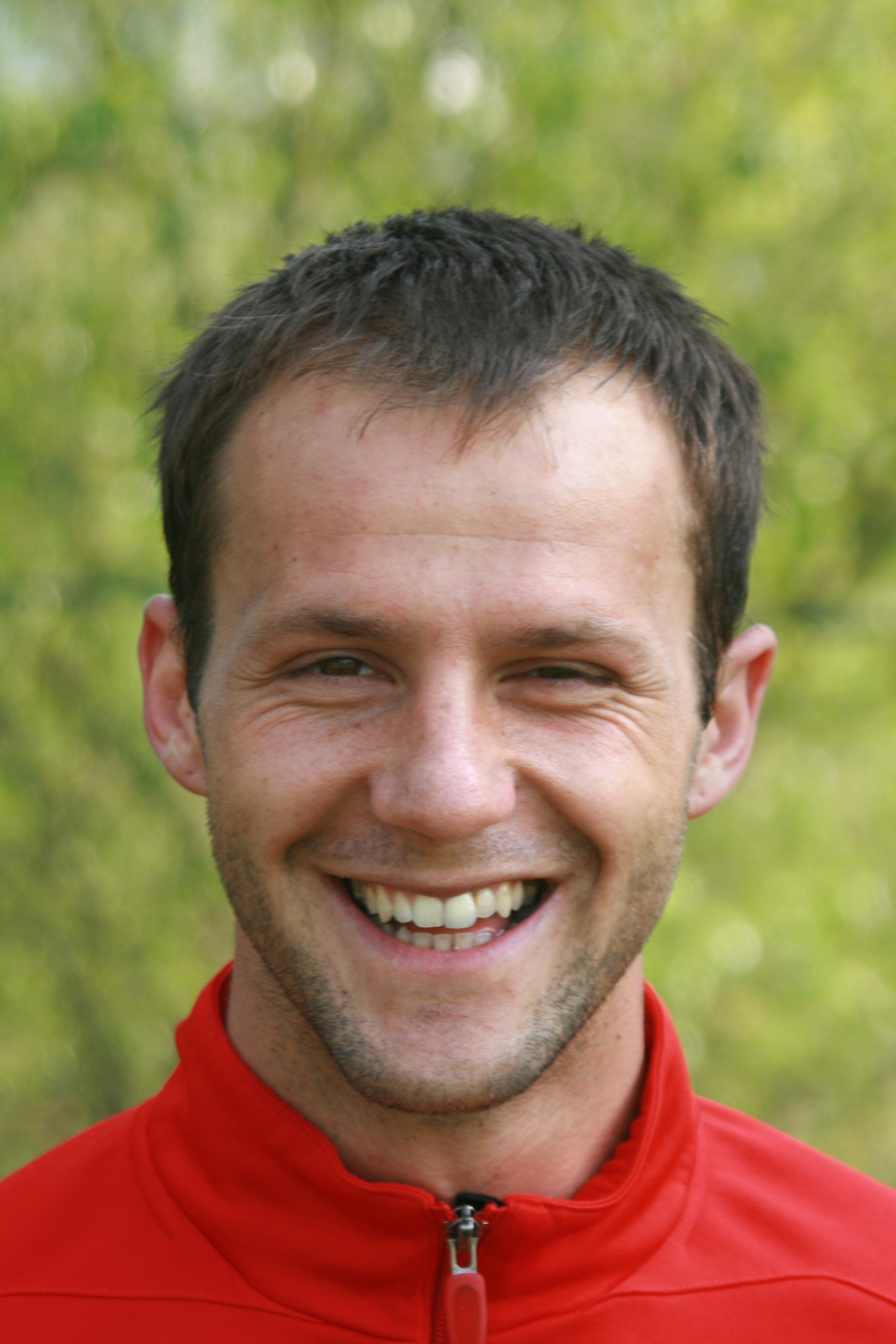
Ostoja Stjepanovic
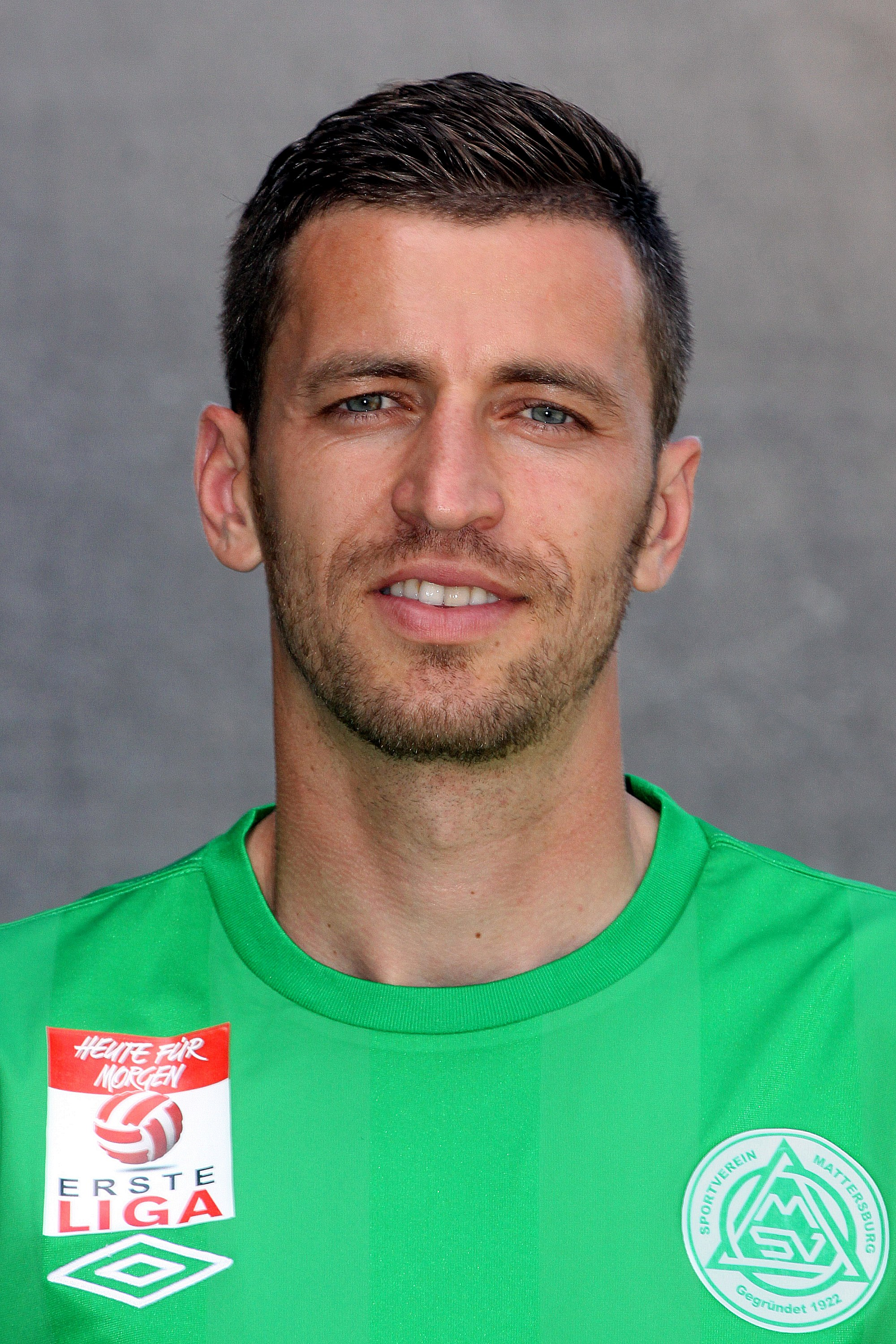
Florin Lovin
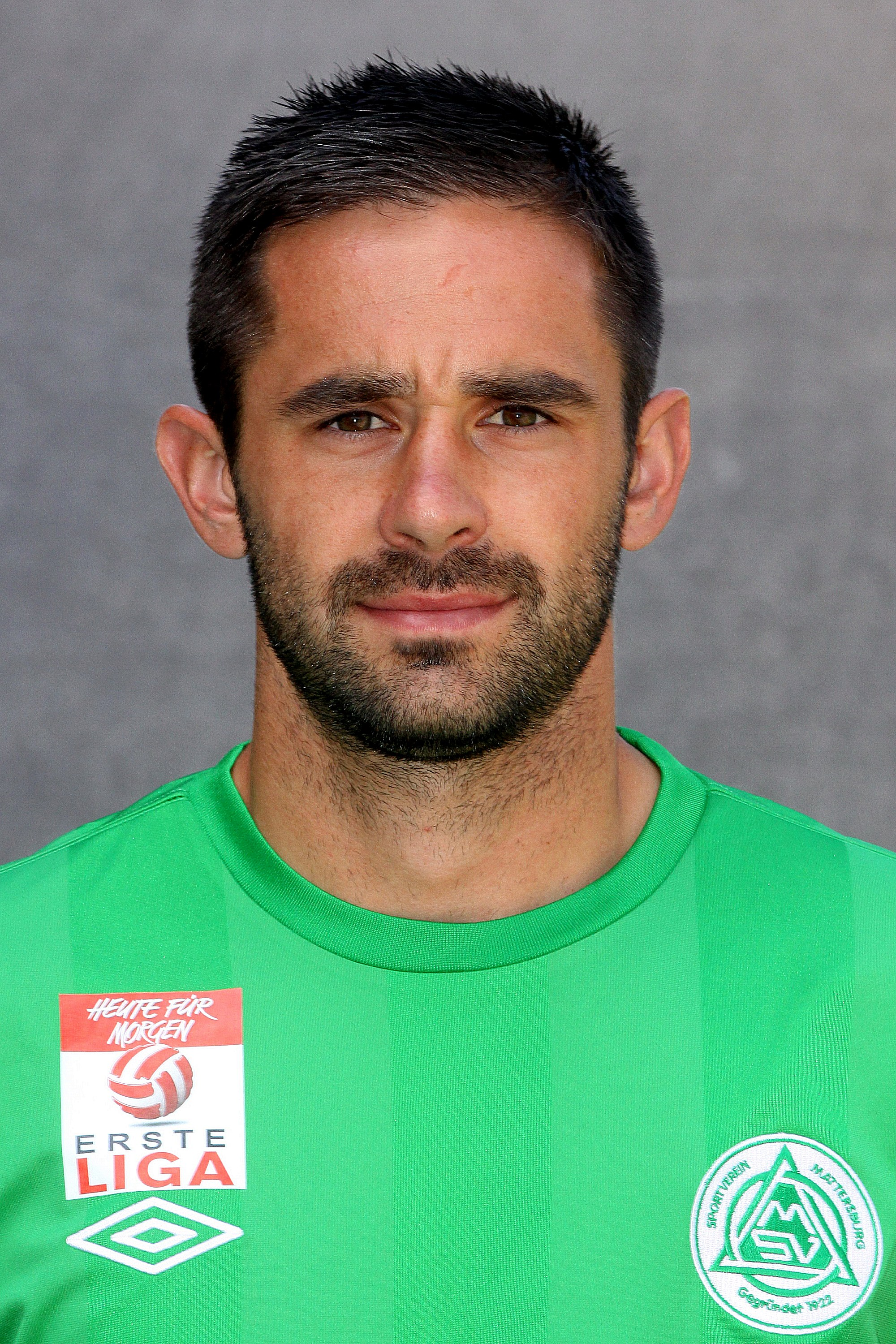
Ivica Majstorović
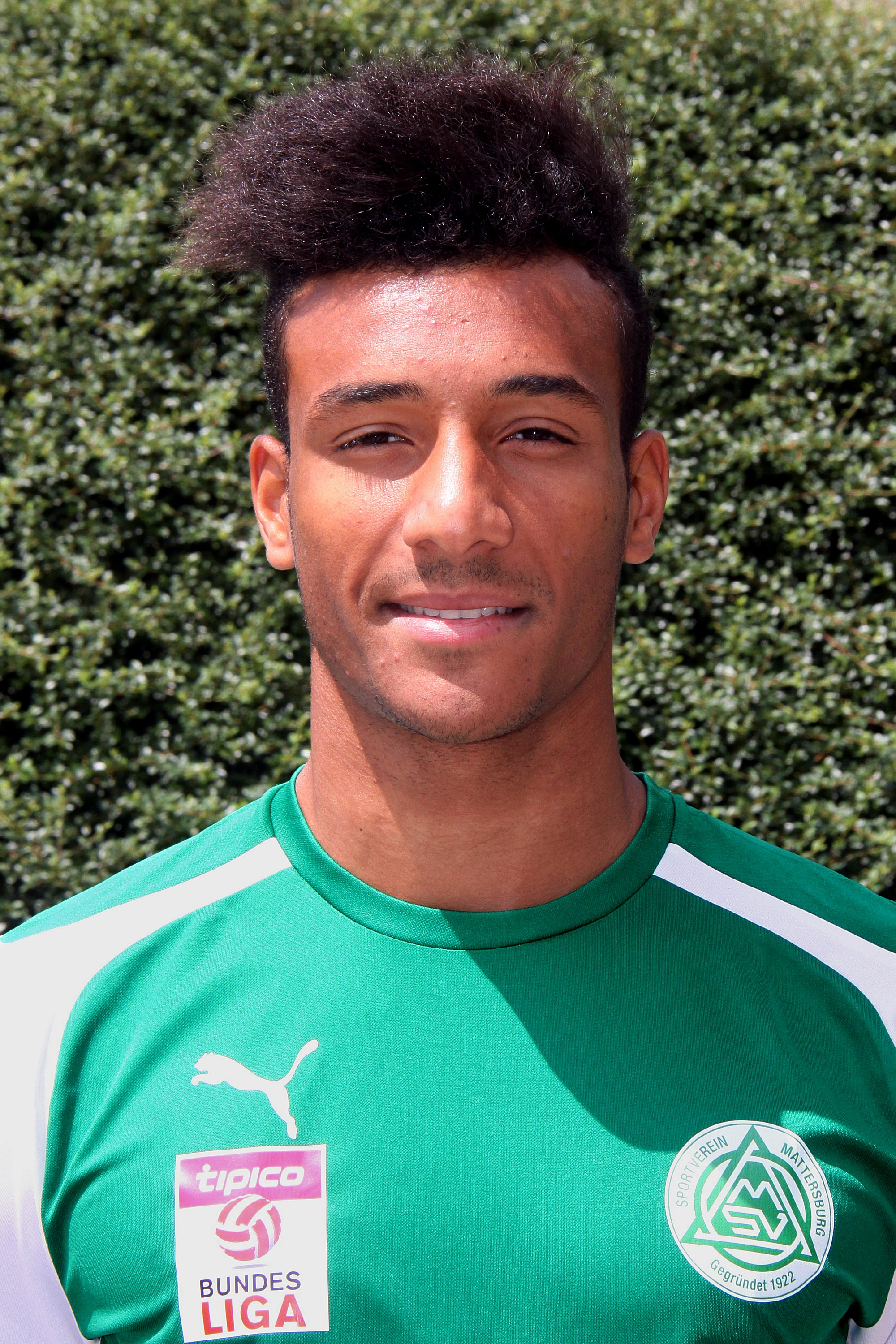
Karim Onisiwo
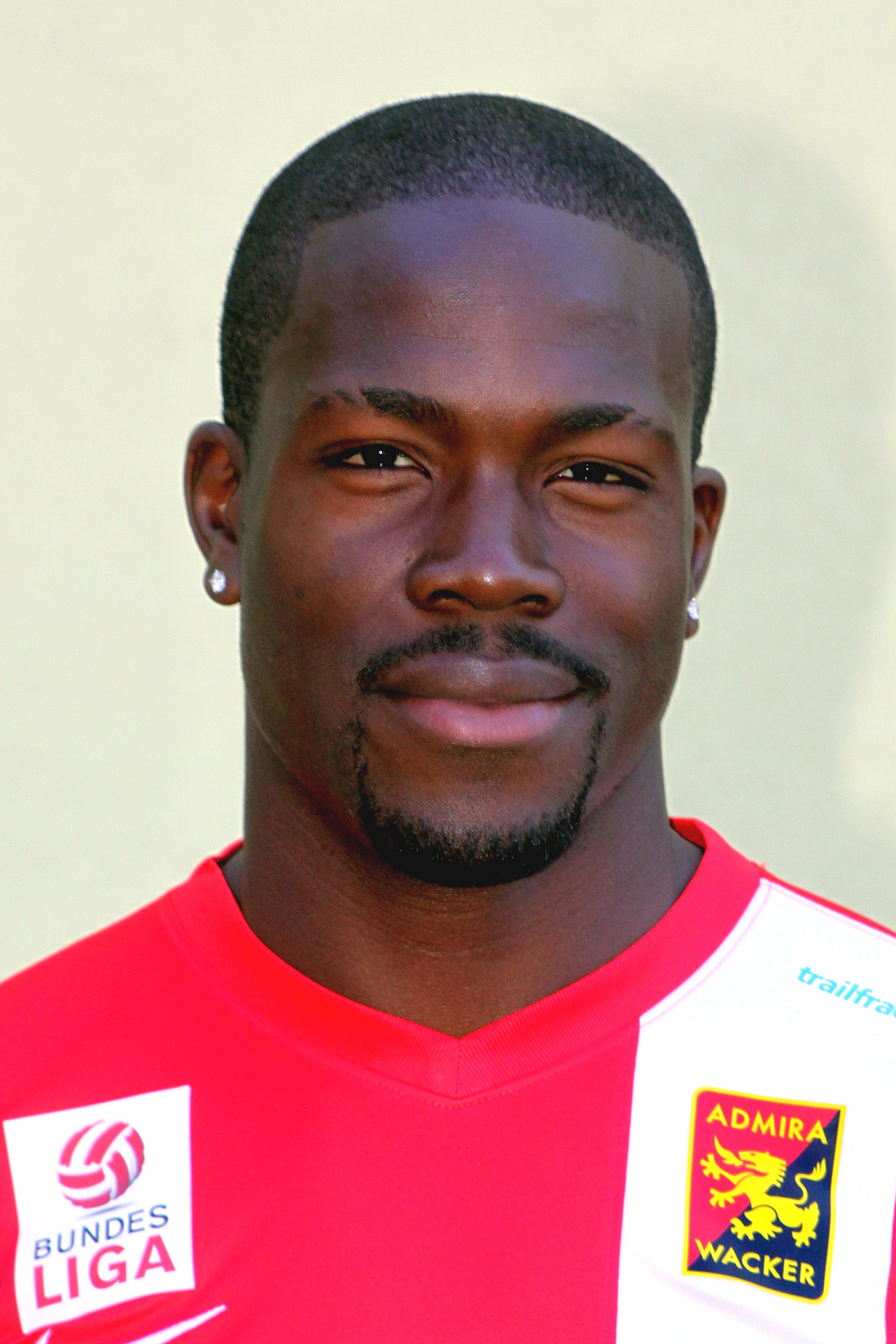
Wilfried Domoraud
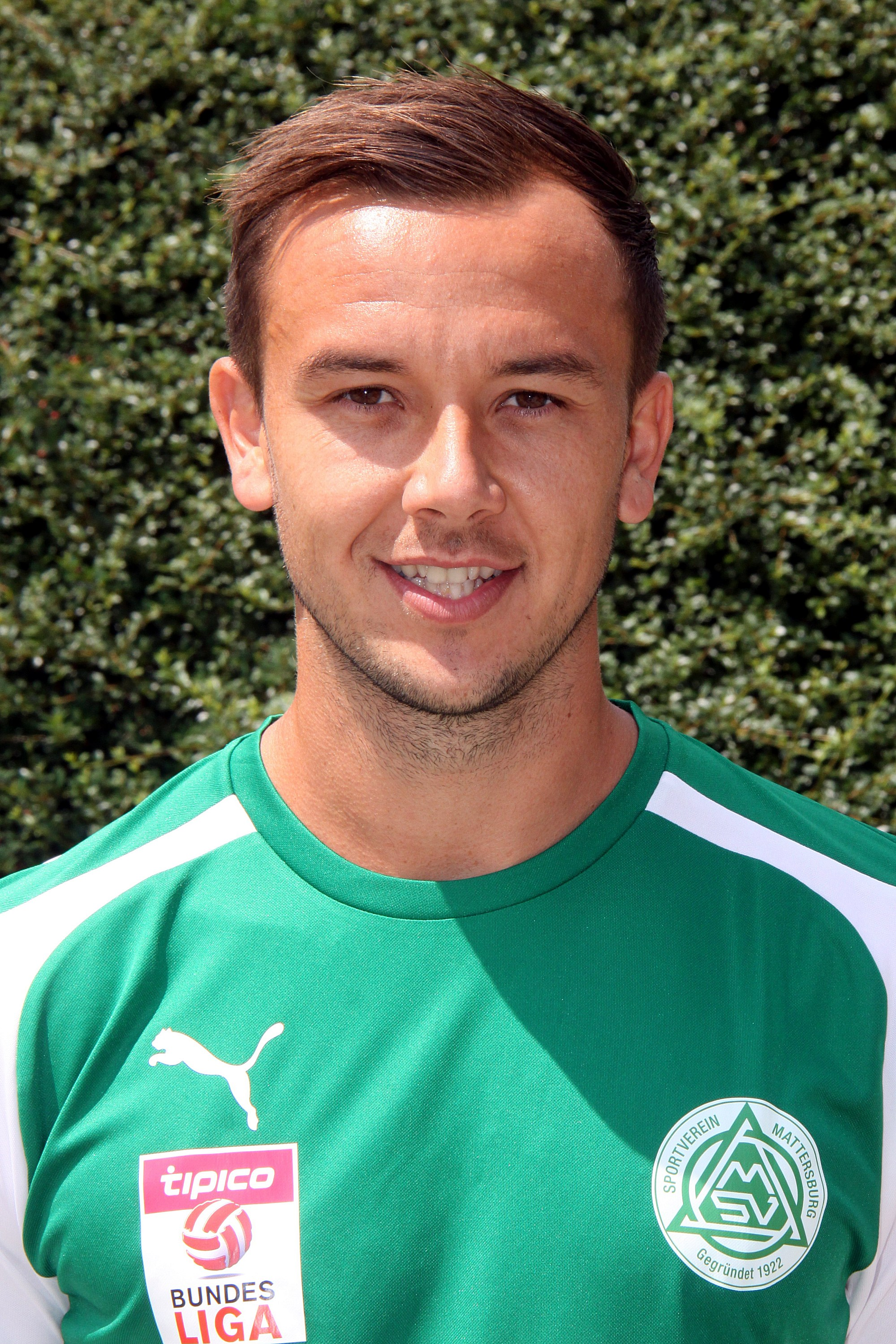
Manuel Prietl

- Robert Almer (2006–2009)
- Cem Atan (2006–2010)
- Stefan Bliem (2007–2011)
- Markus Böcskör (2006–2007)
- Peter Chrappan (2009–2011)
- Csaba Csizmadia (2006–2009)
- Wilfried Domoraud (2011–2013)
- Christian Fuchs (2003–2008)
- Christian Gartner (2010–2013)
- Roland Gerdenitsch (2006–2009)
- Josef Hamouz (2009–2010)
- Marcus Hanikel (2005–2008)
- Péter Hannich (1992–1994)
- Raimund Hedl (2002–2005)
- Miroslav Holenák (2006–2007)
- Stefan Ilsanker (2010–2012)
- Carsten Jancker (2007–2010)
- Marek Kausich (1995–2006)
- Anton Köszegi (1991–2005)
- Dietmar Kühbauer (2002–2008)
- Matthias Lindner (2007–2011)
- Florin Lovin (2012–2014)
- Ivica Majstorović (2013–2015)
- Sergei Mandreko (2003–2005)
- Michael Mörz (2001–2014)
- Adnan Mravac (2003–2009)
- Ilco Naumoski (2005–2013)
- Milivoje Novakovič (2003–2004)
- Karim Onisiwo (2014–2015)
- Ivan Parlov (2010–2012)
- Jürgen Patocka (2004–2007)
- Anton Pauschenwein (2000–2012)
- Alexander Pöllhuber (2007–2009, 2011–2013)
- Marvin Potzmann (2010–2013)
- Krzysztof Ratajczyk (2005–2007)
- Thomas Salamon (2008–2011)
- Markus Schmidt (1999–2011)
- Goce Sedloski (2006–2010)
- Ostoja Stjepanović (2009–2010)
- René Wagner (2004–2006)
- Thomas Wagner (2000–2010)
- Róbert Waltner (2009–2012)

## Trainerhistorie

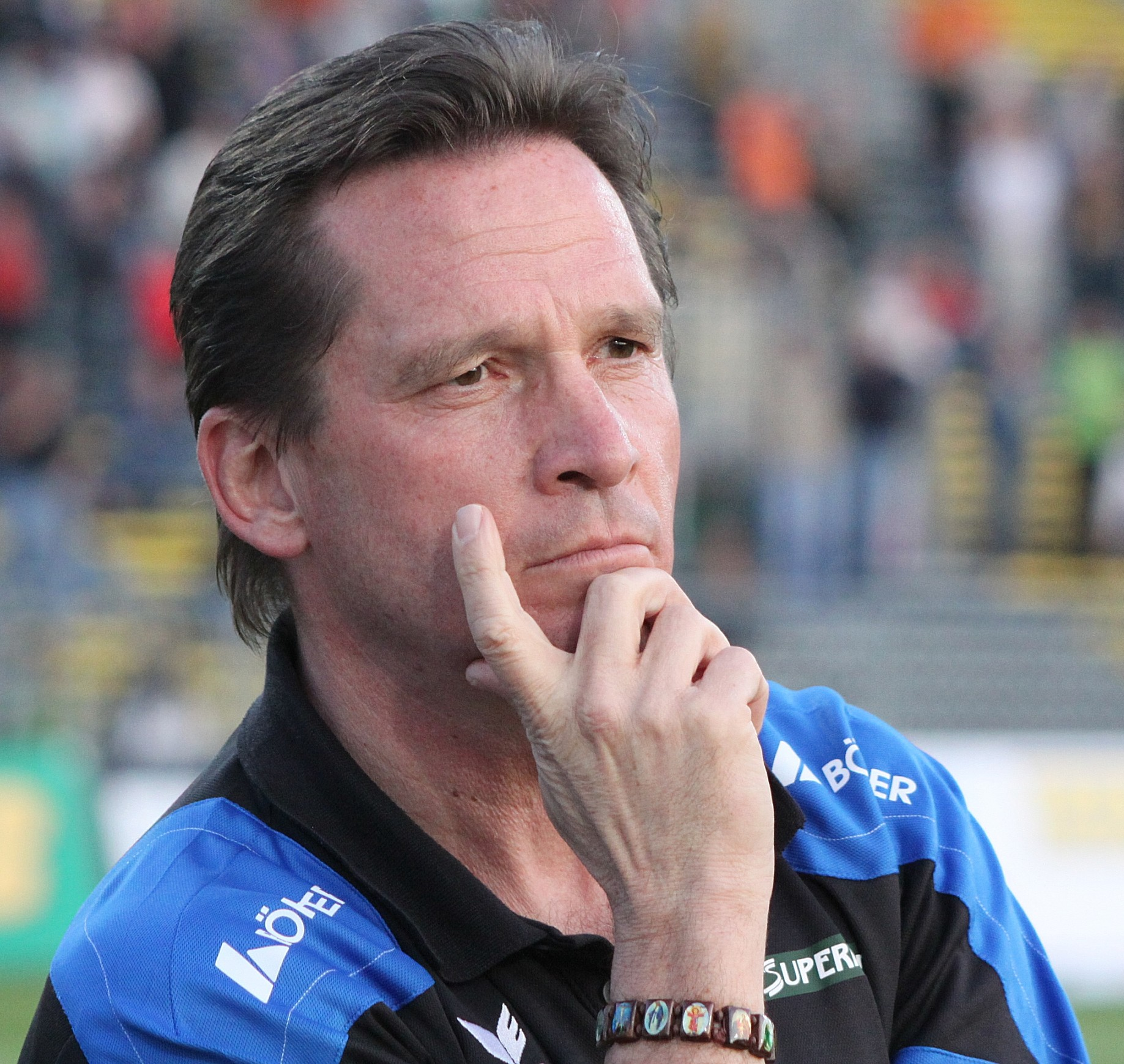
Werner Gregoritsch

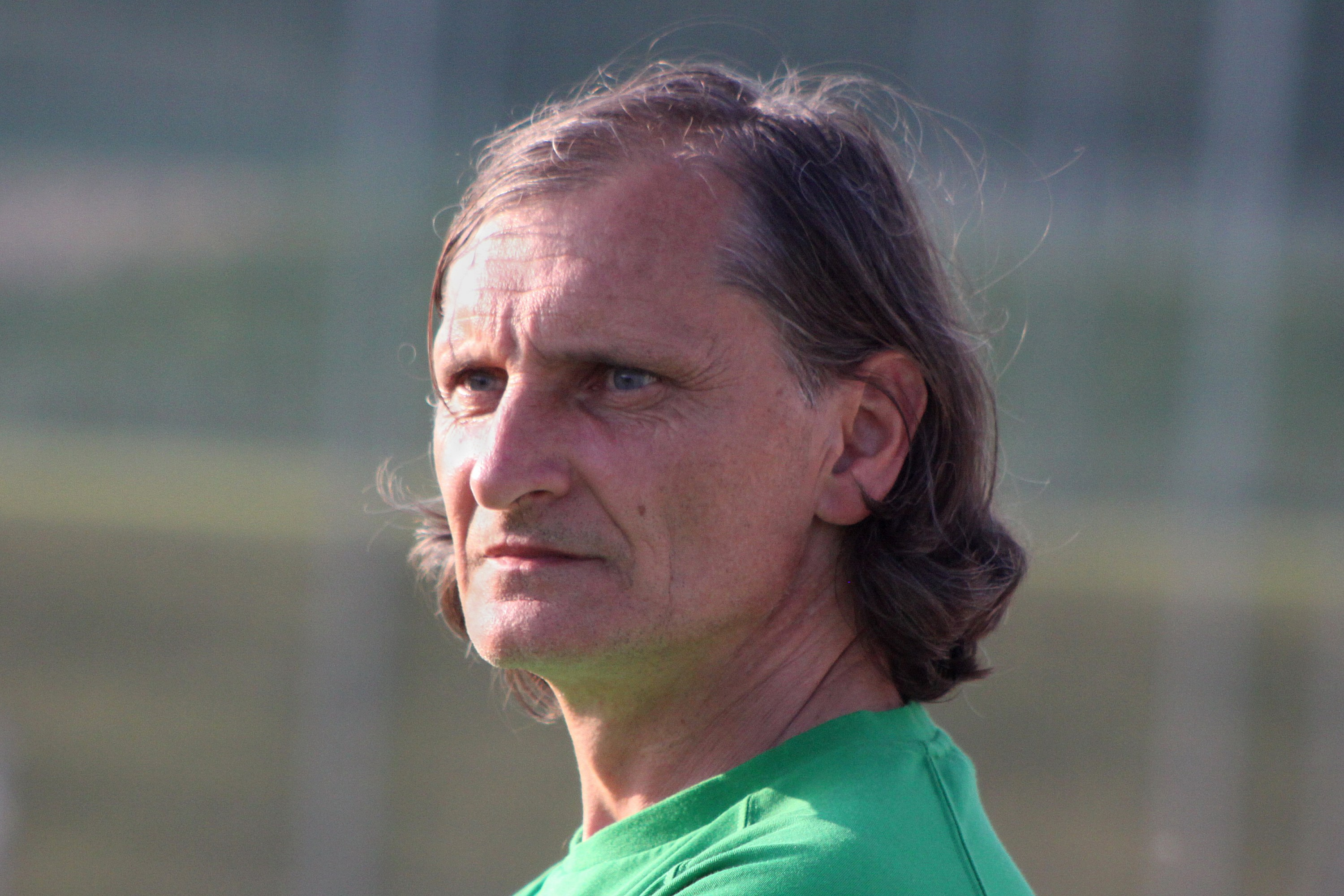
Alfred Tatar

| Name               | Geburtsdatum | Nationalität | voriger Verein                     | von        | bis        | nächster Verein                    |
| ------------------ | ------------ | ------------ | ---------------------------------- | ---------- | ---------- | ---------------------------------- |
| Martin Wurm        | ?            | Osterreich   | ?                                  | 01.07.1991 | 30.06.1992 | ?                                  |
| Péter Hannich      | 30.03.1957   | Ungarn       | Győri ETO FC                       | 01.07.1992 | 31.12.1992 | ASV Zurndorf                       |
| Christian Janitsch | 10.12.1959   | Osterreich   | SV Lackenbach, Spieler             | 01.01.1993 | 30.06.1994 | SV Schwechat                       |
| Karl Rosner        | 07.10.1946   | Osterreich   | SV Schwechat                       | 01.07.1994 | 14.09.2000 | SV Schwechat                       |
| Ernst Simmel       | 03.03.1964   | Osterreich   | SV Mattersburg, Spieler            | 14.09.2000 | 31.12.2000 | SV Mattersburg, Manager            |
| Günther Schiffer   | 24.11.1948   | Osterreich   | SV Braunau                         | 01.01.2001 | 30.11.2001 | 1. SC Sollenau                     |
| Werner Gregoritsch | 22.03.1958   | Osterreich   | Grazer AK                          | 04.03.2002 | 30.06.2004 | LASK Linz                          |
| Muhsin Ertuğral    | 15.09.1959   | Turkei       | Club Africain Tunis                | 01.07.2004 | 15.11.2004 | Ismaily SC                         |
| Franz Lederer      | 25.11.1963   | Osterreich   | SV Mattersburg, Co-Trainer         | 17.11.2004 | 10.06.2013 | SV Mattersburg, sportlicher Leiter |
| Alfred Tatar       | 08.08.1963   | Osterreich   | First Vienna FC 1894               | 10.06.2013 | 07.10.2013 | vereinslos                         |
| Franz Lederer      | 25.11.1963   | Osterreich   | SV Mattersburg, sportlicher Leiter | 07.10.2013 | 20.12.2013 | SV Mattersburg, sportlicher Leiter |
| Ivica Vastić       | 29.09.1969   | Osterreich   | SV Gaflenz                         | 20.12.2013 | 02.01.2017 | vereinslos                         |
| Gerald Baumgartner | 14.11.1964   | Osterreich   | SV Austria Salzburg                | 03.01.2017 | 21.08.2018 | vereinslos                         |
| Markus Schmidt     | 12.10.1977   | Osterreich   | SV Mattersburg II                  | 21.08.2018 | 28.08.2018 | SV Mattersburg II                  |
| Klaus Schmidt      | 21.10.1967   | Osterreich   | SCR Altach                         | 28.08.2018 | 16.06.2019 | vereinslos                         |
| Franz Ponweiser    | 15.09.1975   | Osterreich   | AKA Burgenland                     | 16.06.2019 | 30.07.2020 | ÖFB                                |

## II. Mannschaft
Die zweite Mannschaft der SV Mattersburg spielte seit 2018/19 in der Regionalliga Ost.